# ديانا أميرة ويلز
ديانا أميرة ويلز (ديانا فرانسيس سبنسر، 1 يوليو 1961 - 31 أغسطس 1997)؛ كانت الزوجة الأولى لتشارلز أمير ويلز ملك المملكة المتحدة حاليًا. ولدت ديانا في عائلة سبنسر البريطانية النبيلة التي تعود لأصول ملكية تلقب بالشرفاء (بالإنجليزية: The Honourable). كانت المولودة الرابعة والابنة الثالثة لجون سبنسر الإيرل الثامن والشريفة فرانسيس شاند كايد. ترعرعت في بارك هاوس بالقرب من مقاطعة ساندرينغهام. وتعلمت في إنجلترا وسويسرا، وبعد أن ورث والدها لقب إيرل سبنسر، حصلت ديانا على لقب «الليدي» أي السيدة سنة 1975.
عقد زفافها على أمير ويلز في 29 يوليو 1981 في كاتدرائية القديس بولس وقد لاقى إقبالًا جماهيريًا على التلفاز، إذ وصل عدد المشاهدين إلى 750 مليون مشاهد. وفي أثناء زواجها حملت ديانا عدة ألقاب كــ أميرة ويلز - دوقة كورنوول - دوقة روثساي - كونتيسة تشيستر وبارونة رينفرو. وأنجبت ولدين هما الأمير ويليام والأمير هاري وهما في المركز الثاني والخامس لتولي العرش البريطاني على التوالي. وبصفتها أميرة ويلز فقد تولت ديانا واجبات ملكية ونابت عن الملكة خارج البلاد. ولقد عرف عنها دعمها للأعمال الخيرية وخاصة الحملة الدولية لمنع الألغام الأرضية. وتولت منذ عام 1989 رئاسة مستشفى جريت أورموند ستريت للأطفال بالإضافة للعشرات من الأعمال الخيرية الأخرى. وكان جمالها وجاذبيتها قد جعلاها محط اهتمام الإعلام العالمي أثناء زواجها وبعده. إذ انتهى زواجها بالانفصال في 28 أغسطس 1996. وتوفيت عقب حادث تصادم سيارة والذي تلاه حزن شعبي شديد.

## نشأتها
ولدت ديانا في 1 يوليو 1961 في منزل بارك بمقاطعة ساندرينغهام، نورفولك. كانت المولودة الرابعة من أصل خمسة أبناء لجون سبنسر، فيكونت ألثورب (1924-1992) من زوجتهِ الأولى فرانسيس فيكونتيسة ألثورب (1936 – 2004). وارتبطت عائلة سبنسر بالعائلة الملكية ارتباطًا وثيقا لعدة أجيال. إذ كانوا يأملون في صبي يحمل اسم العائلة ويستمر بالسلالة وظلوا أسبوعاً دون أن يختاروا اسمًا للمولودة إلى أن استقروا على اسم ديانا فرانسيس تيمّنا باسم والدتها، وكذلك ديانا روزيل دوقة بيدفورد قريبتها من بعيد التي عرفت بليدي ديانا سبنسر قبل الزواج، وكانت أيضًا أميرة محتملة لويلز. في 30 أغسطس 1961 عُمدت ديانا في كنيسة القديسة ماري ماجدالين ب ساندرينغهام على يد الكاهن بيرسي هيربرت. آباؤها الروحيون هم جون فلويد رئيس مؤسسة تريسي للفنون وصديق والدها واليكساندر جليمور قريب والدها وليدي ماري كولمان قريبة الملكة إليزابيث الأم وسارة برات صديقة وجارة والديها وكارول فوكس صديق وجار والديها. لدى ديانا ثلاثة أشقاء هم سارة وجين وتشارلز. كان لديها أيضًا أخ شقيق طفل يدعى جون لكنهُ توفي قبل مولدها بعام. ولقد أدت الرغبة في الحصول على وريث إلى ضغط شديد على زواج عائلة سبنسرو فقد أُرسلت ليدي سبنسر مرات عدة إلى عيادات شارع هارلي في لندن لتحديد سبب المشكلة. وقد وصف تشارلز شقيق ديانا الأصغر هذه التجربة في مذكراته بالمهينة وكان وقتًا عصيبًا لوالدي وعلى الأرجح سبب طلاقهما لأني أظنهما لم يتخطيا الأمر قط. وترعرعت ديانا في منزل بارك بالقرب من مقاطعة ساندرينغهام.
كانت ديانا في عامها الثامن حين انفصل والداها ، وبعدها أقامت والدتها علاقة مع بيتر شاند كايد. ويصف مورتون في كتابهِ تذكر ديانا للورد ألثورب حقائب كبيرة في السيارة وليدي ألثورب وهي تعبر الفناء بغضب مبتعدة عن بوابات منزل بارك. عاشت ديانا مع والدتها في لندن خلال فترة الانفصال، أما في عطلات الميلاد رفض لورد ألثورب أن تعود ليدي ألثورب إلى لندن مع ديانا. بعد ذلك بفترة قصيرة حظي لورد ألثورب بحضانة ديانا بدعم من حماته السابقة روث روتشى بارونة فيرموني. تلقت ديانا تعليمها الأولي في مدرسة ريدلز وورث هول بالقرب من ديس نورفولك ثم التحقت بمدرسة داخلية تُدعى المدرسة الجديدة بويست هيث  في سيفينوكس، كينت. وفي 1973 بدأ لورد ألثورب بعلاقة مع راين كونتيسة دارتماوث، وهي الابنة الوحيدة لأليكساندر مكوردال وباربارا كارت لاند. صارت ديانا تعرف بليدي ديانا بعد أن ورث والدها لقب إيرل سبنسر في عام 1975. على الرغم من عدم الود بينها وبين ديانا تزوجت ليدي دارتماوث لورد ألثورب سبنس في كاكستون هول Caxton Hall في لندن عام 1976. وعُرف عن ديانا خجلها أثناء نشأتها لكنها اهتمت بالموسيقى والرقص فمارست الباليه الكلاسيكي. كما اهتمت كثيرًا بالأطفال. انتقلت إلى لندن بعد أن أنهت دراستها التجهيزية في مدرسة انستيتيوت الفين فيديمانت في سويسرا. بدأت العمل مع الأطفال إلى أن أصبحت معلمة حضانة في مدرسة يونج إنجلند Young England. بالطبع لعبت ديانا مع الأميرين آندرو وإدوارد وهي طفلة حين استأجرت عائلتها منزل بارك وهو أحد ممتلكات الملكة إليزابيث الثانية ويوجد في مقاطعة ساندرينغهام.

## التعليم والعمل

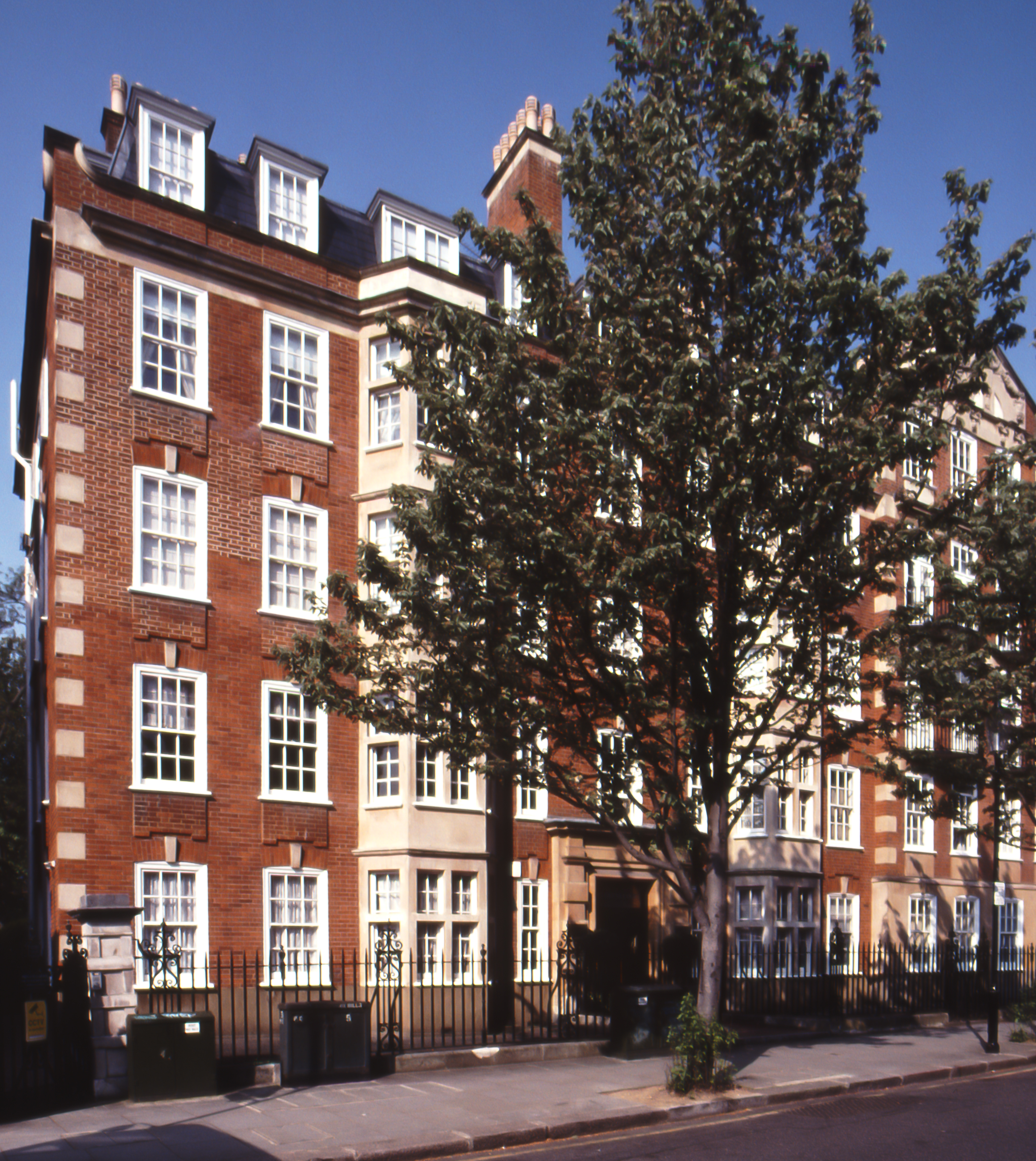
مبنى في كوليدن كورت في إيرلز كورت.

في عام 1968 التحقت ديانا بمدرسة ريدلز وورث هول وهي مدرسة داخلية للبنات. حين كانت صغيرة التحقت بمدرسة محلية عامة. لم تكن نابغة في الدراسة وانتقلت إلى مدرسة ويست هيث للبنات التي عرفت لاحقا بالمدرسة الجديدة بويست هيث في سيفينوكس في كينت، حيث عرفوها طالبة بسيطة حاولت ورسبت مرتين في أحد الاختبارات. مع ذلك أظهرت مهارة واضحة في الموسيقى بصفتها عازفة بيانو. حازت على جائزة تقديرية من ويست هيث والتحقت بمدرسة انستيتيون الفين فيديمانت لفترة قصيرة وهي مدرسة تجهيزية في روجمونت في سويسرا. في ذلك الوقت قابلت زوجها المستقبلي للمرة الأولى والذي كان في علاقة مع أختها الكبرى سارة أنذاك. برعت ديانا أيضا في السباحة والغوص وأرادت أن تحترف الباليه في مؤسسة الباليه الملكية. درست الباليه خلال سنوات طفولتها ومراهقتها ثم ازدادت طولا مما تعارض مع متطلبات المهنة.
في عامها السابع عشر عملت لأول مرة مربية لأليكساندرا ابنة الرائد جريمي وايتيكر وزوجته فيميبا في أرضهما بضيعة نود في هيدلى داون في هامبشاير. كان ويليام شقيق فيليبا صديقا مقربا لديانا.
أنتقلت ديانا إلى لندن عام 1978 وعاشت في شقة والدتها حيث كانت والدتها تقضي معظم أيام العام في اسكوتلندا. بعد ذلك بفترة قصيرة حصلت ديانا في عامها الثامن عشر على هدية ميلادها وهي شقة بقيمة مئة ألف يورو  في كوليدن كورت في إيرلز كورت. عاشت هناك حتى 1981 مع ثلاثة زميلات سكن. في لندن تلقت ديانا دروسا متقدمة في الطهي بناء على اقتراح من والدتها، مع ذلك لم تكن قط طاهية محترفة، وعملت مدربة رقص للشباب إلى أن توقفت عن العمل ثلاثة أشهر بسبب حادث تزلج. عندها وجدت وظيفة مساعدة لللعب الجماعي في مدرسة تمهيدية، وقامت بأعمال التنظيف لأختها سارة والكثير من أصدقائها كما عملت مضيفة في الحفلات. أمضت ديانا بعض الوقت في وظيفة مربية لعائلة روبرتسون وهي عائلة أمريكية تقيم في لندن. كماعملت مدرسة حضانة في مدرسة يونج أنجلند في بمليكو.

## زواجها من أمير ويلز
سبق للأمير تشارلز أمير ويلز أن ارتبط بليدي سارة وهي شقيقة ديانا الكبرى وقد تعرض للكثير من الضغوطات للزواج في أوائل الثلاثينات من عمره. عرف أمير ويلز ديانا منذ نوفمبر 1977 حين كان يواعد ليدي سارة. لكنه اهتم بها جديا كعروس محتملة خلال صيف 1980, حين كانا ضيفين في أحد العطلات في الريف حيث شاهدته ديانا يلعب البولو. تطورت علاقتهما بعد ذلك حيث دعاها لعطلة بحرية إلى كاوز على متن اليخت الملكي بريطانيا. ثم ألحقها بدعوة إلى بالمورال مكان إقامة العائلة الملكية في اسكتلندا لتقابل عائلته أثناء أحد العطلات في 1980. وقد أشارت إليها قائلة «لقد حظيت بعطلة رائعة». حظيت ديانا بترحاب بالغ من الملكة ودوق أدنبرج والملكة إليزابيث الأم. بعد ذلك تودّدا إلى بعضهما في لندن. تقدم الأمير لها في 6 فبراير 1981 ووافقت ليدي ديانا لكن ظلت خطوبتهما سرا في الأسابيع القليلة التالية.

### الخطبة والزواج
أعلنت خطبتهما رسميا في 24 فبراير 1981 بعد أن اختارت ليدي ديانا خاتما يتكون من أربعة عشر ألماسة تحيط بياقوتة بيضاوية زرقاء اللون عيار 12 قيراطا مثبتة في خاتم من الذهب الأبيض عيار 18 قيراطا مشابها لخاتم والدتها. صنع الخاتم على يد صائغي محل جيرارد صانعي المجوهرات الملكية. في ذلك الوقت وعلى عكس خواتم الأسرة الملكية لم يكن الخاتم فريداً من نوعه، بل كان ضمن مجموعة مجوهرات جيرارد. في 2010 انتقل الخاتم إلى كاثرين دوقة كامبريدج. وقام صانعو المجوهرات حول العالم بتقليده. بعد الخطبة تركت ليدي ديانا عملها في الحضانة وعاشت في منزل كلارينس، ثم في منزل الملكة الأم لفترة قصيرة  وهبتها الملكة الأم أيضا ياقوتة زرقاء ودبوسا ماسيا هدية الخطبة. عاشت ديانا في قصر باكينجهام حتى الزفاف. كان أول ظهور عام لها مع الأمير تشارلز في حفل خيري في مارس 1981 في جولدن سميث هول حيث قابلت الأميرة جريس أميرة موناكو. أصبحت ديانا ذات العشرين عاما أميرة ويلز حين تزوجت أمير ويلز في 29 يوليو 1981 بكاتدرائية القديس باول التي كانت أوسع من كنيسة ويستمنستر، واستخدمت عادة في حفلات الزفاف الملكية. كان زفاف خياليا تابعه 750 مليون مشاهد على التلفاز بينما اصطف 600 ألف شخصا في الشوارع لمشاهدة ديانا في طريقها الاحتفال. كانت أول سيدة إنجليزية تتزوج وريثا للعرش البريطاني منذ 300 عام حين تزوجت آن هايد الملك المستقبلي جيمس الثاني الذي انحدرت منه ديانا.
أثناء تلاوة النذور عند مذبح الكنيسة أخطأت ديانا في ترتيب اسمي تشارلز الأولين، قائلة "فيليب تشارلز" أرثر جورج. لم تقل أنها ستطيعه كما هو متعارف عليه في النذور، لقد ترك هذا الجزء بناء على طلب الزوجين، مما أدى إلى بعض التعليقات وقتها. ارتدت ديانا ثوبا بقيمة تسعة ألاف يورو طول ذيله 25 قدما أي 7.62 مترا. عزفت الموسيقى والأغاني خلال الزفاف ومن ذلك "موكب أمير الدنمارك" "", و "أعاهدك يا بلادي، و "العظمة والظروف" السيمفونية الرابعة، والنشيد الوطني البريطاني.
قضى أمير وأميرة ويلز جزءا من شهر العسل في منزل عائلة ماونت باتن في برود لاندرز في هامبشاير قبل أن يسافرا إلى جبل طارق ليلحقا باليخت الملكي بريطانيا في رحلة بحرية استغرقت اثني عشر يوما في البحر المتوسط حتى مصر. كما زارا أيضا تونس وجزيرة سردينيا واليونان. وأنهيا شهر العسل في بالمورال.

## أميرة ويلز
بعدما أصبحت أميرة ويلز اكتسبت ديانا رتبة ثالث أعلى النساء مرتبة في المملكة المتحدة بترتيب الأسبقية (بعد الملكة والملكة الأم) وبالتالي خامس أو سادس الرتب بالنسبة لباقي أعضاء العائلة الملكية بعد الملكة ونائبها ودوق إدنبرج وأمير ويلز. بعد الزفاف بعدة سنوات أهدت الملكة بعض الأشياء لديانا كي تؤكد عضويتها في العائلة الملكية، فأقرضتها تاجا ووهبتها وسام العائلة الملكية الخاص بالملكة إليزابيث الثانية وهو وسام تمنحه الملكة إليزابيث لسيدات العائلة الملكية فحسب.

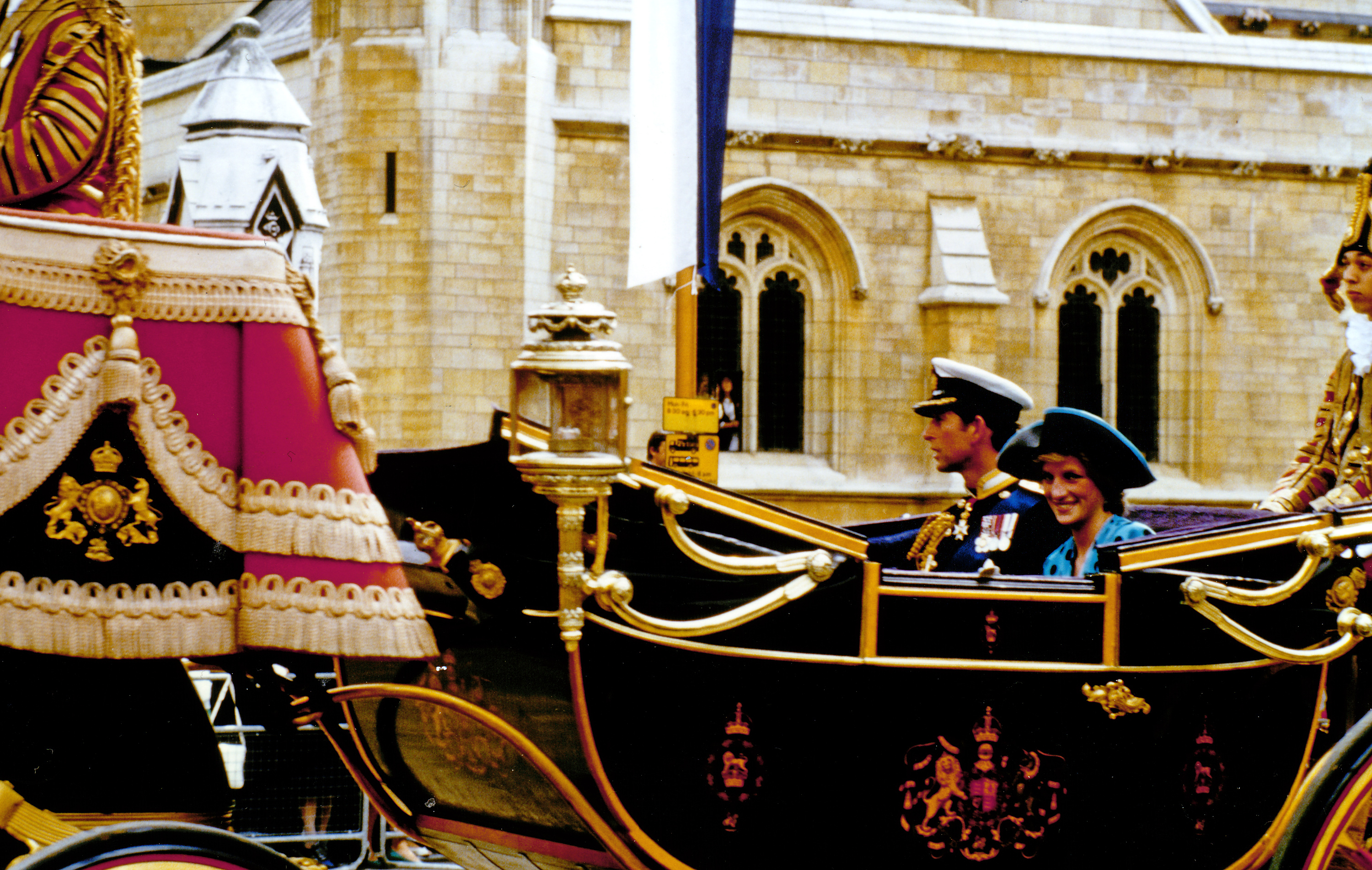
أمير و أميرة ويلز بعد زفاف دوق و دوقة يورك عام 1986

بعد الزفاف صار للعروسين عدة أماكن للإقامة؛ في قصر كينجستون ومنزل هاي جروف بالقرب من تيتبوري. في نوفمبر 1981 تم إعلان خبر الحمل الأول للأميرة وناقشت حملها بصراحة مع الصحفيين. انزلقت الأميرة ديانا على السلم في ساندرينغهام في يناير 1982 وهي في الأسبوع الثاني عشر لحملها، مما أدى لاستدعاء طبيب النساء الملكي سير جورج بينكر من لندن. على الرغم من إصابتها بكدمات شديدة، لم يصب الجنين بأذى. في الجناح الخاص بمشفي القديسة ماري في بادينجتون في لندن في الواحد والعشرين من يونيو عام 1982 وتحت رعاية الطبيب بينكر، أنجبت الأميرة بصورة طبيعية الابن والوريث الأول لها ولتشارلز وأسموه ويليام أرثر فيليب لويس. وسط انتقادات الإعلام قررت ديانا أن تأخذ ويليام الذي كان لا يزال طفلا في جولتها الأولى إلى أستراليا ونيوزيلندا لكن لاقى هذا القرار استحسانا جماهيريا واسعا. اعترفت أميرة ويلز بعد ذلك أنها لم تقرر أخذ ويليام منذ البداية إلا بعد اقترح ذلك مالكوم فريزر ورئيس الوزراء الأسترالي. بعد ولادة ويليام بعامين أنجبت مولودها الثاني هنرى تشارلز ألبرت دافيد في 15 سبتمبر 1984. أكدت ديانا أنها والأمير كانا مقربين للغاية خلال حملها في هاري (و هو الاسم الذي اشتهر به الأمير الأصغر). كانت على علم أن مولودها الثاني صبي لكنها لم تخبر أحدا بما في ذلك أكير ويلز. انتشرت ادعاءات ملحة أن والد هاري ليس تشارلز وإنما جيمس هيوبت الذي كان على علاقة بديانا، استنادا إلى الشبه الجسدي بين هاري وهيوبت. لكن هاري قد ولد بالفعل في الوقت الذي بدأت فيه علاقة هاري وديانا.
أرادت ديانا أن يحظى ولداها بخبرة أكثر من المعتاد مقارنة بأطفال العائلة الملكية. فأخذتهم إلى مدينة ملاهي ديزني لاند الشهيرة ومطاعم ماكدونالدز وعيادات الإيدز وملاجئ المشردين. كما اشترت لهما أشياء المراهقين المعتادة مثل ألعاب الفيديو. حتى أشرس ناقديها اعترفوا أنّ أميرة ويلز أمٌ مخلصة وواسعة الأفق وحنونة. وكانت نادرا ما تعتمد على الأمير أو العائلة الملكية حين يتعلق الأمر بالطفلين، بل كانت عنيدة للغاية. فلقد أسمتهما بنفسها وصرفت المربية الملكية وعينت أخرى من اختيارها. كما اختارت مدارسهما وثيابهما، فكانت تنظم مظهرهما العام وتأخذهما إلى المدرسة بنفسها كلما سمح جدول مواعيدها بذلك. بل حتى كانت ترتب واجباتها العامة حسب جدولهما.

## واجبات ملكية

### الظهور العام

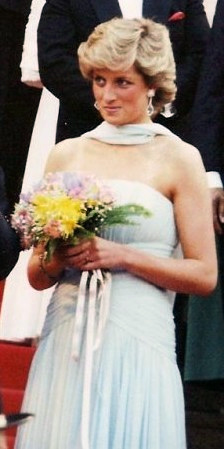
أميرة ويلز في مهرجان كان السينيمائي عام 1987

بعد زواجها من الأمير تشارلز انخرطت ديانا سريعا في الواجبات الرسمية للعائلة الملكية. كانت أولى جولاتها مع أمير ويلز هي زيارة لمدة ثلاثة أيام إلى ويلز في أكتوبر 1981. في 1982 رافقت ديانا أمير ويلز إلى هولندا ونالت وسام الصليب العظيم من الملكة بياتريس ملكة هولندا. أما أولى زيارات الأميرة الفردية عبر البحار كانت في سبتمبر 1988, حيث نابت عن الملكة في جنازة الأميرة جريس أميرة موناكو. في 1988 رافقت الأمير في جولة إلى أستراليا ونيوزيلندا مع الأمير ويليام. حيث قابلوا السكان الأصليين للبلاد الذين احتفلوا بالزوجين عن طريق جولة تقليدية بالمركب وهدايا تعبر عن حضارتهم.

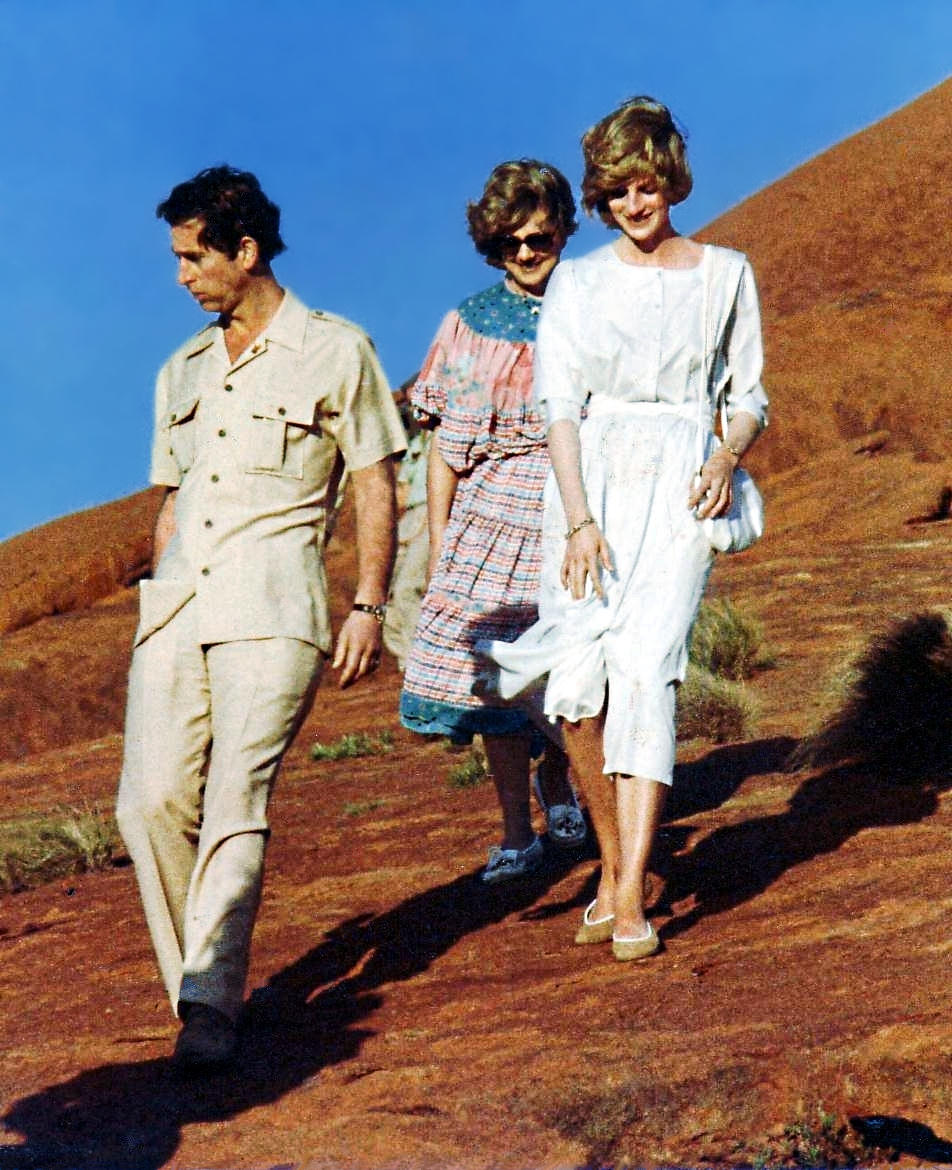
تشارلز و ديانا يزوران الورو (صخرة أيريس) بإستراليا في مارس 1983

من يونيو حتى يوليو 1983 قام الأمير والأميرة بزيارات رسمية إلى كندا من أجل الاحتفال الرسمي بألعاب الجامعات العالمية والاحتفال بالذكرى ال400 لاستيلاء السير همفري جيلبرت على المستعمرة البريطانية نيوفاوندلاند. في فبراير 1984 سافرت إلى النرويج من تلقاء نفسها لحضور عرض كارمن من أداء فريق مدينة لندن الذي كانت ترعاه. قام ولي عهد النرويج هارالد وزوجته سونجا باستقبال الأميرة ديانا في مطار فورنيبو.

من اليسار إلى اليمين: أمير و أميرة ويلز (مرتدية رداء ترافولتا الأسود) ثم السيدة الأولى نانسي ريجان و الرئيس الأمريكي رونالد ريجان في نوفمبر 1985

في أبريل 1985 زار أمير وأميرة ويلز إيطاليا. وانضم إليهما الطفلان الأمير ويليام والأمير هاري. قابلا الرئيس أليساندرو بيرتيني وأسقف الكنيسة كما حظيا بمقابلة خاصة مع البابا جون بول الثاني. في نوفمبر 1981 زار الزوجان الولايات المتحدة  وقابلا الرئيس رونالد ريجان وزوجته السيدة الأولى نانسي ريجان في البيت الأبيض. كان عام 1986 حافلا بالأعمال بالنسبة لديانا. فقد ذهبت مع أمير ويلز في جولة إلى اليابان وإندونيسيا وإسبانيا  وكندا. أهدت اليابان لديانا كيمونو من الحرير بقيمة 40 ألف دولار. وكجزء من عملها الإنساني زارت أميرة ويلز ملجأ الأطفال المعاقين التابع للصليب الأحمر في طوكيو. أحد الزيارات الرسمية لأمير وأميرة ويلز كانت إلى القصر الإمبراطوري في طوكيو، حيث أعدّ الإمبراطور هيروهيتو مأدبة رسمية على شرفهما. في إسبانيا قام طلاب الفنون والموسيقى بتحية الزوجين في جامعة سالامانكا. كان تشارلز وديانا صديقين مقربين للملك خوان كاروس وعائلته. اعتاد الزوجان قضاء عطلة الصيف في مايوركا وهي وجهة مفضلة للعائلة الملكية. وفي كندا زارا المعرض الدولي للنقل والمواصلات.

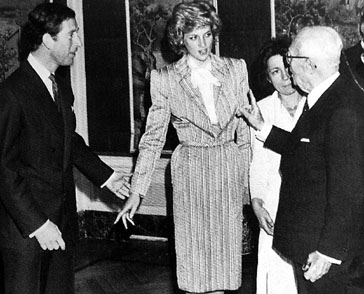
أمير و أميرة ويلز مع ساندرو بارتيني عام 1985

في فبراير 1987 زار أمير وأميرة ويلز البرتغال. تم ترتيب الزيارة بالتزامن مع ذكرى توقيع معاهدة ويندسور في 1387 التي ربطت بين بريطانيا والبرتغال برباط صداقة دائمة. حضر أمير وأميرة ويلز مأدبة على شرفهما أعدها الرئيس ماريو سواريس في قصر أجودا الوطني. في 1987 تم دعوة تشارلز وديانا لزيارة ألمانيا وفرنسا لحضور مهرجان كان السينمائي الدولي. في 1988 زار أمير وأميرة ويلز تايلاند وأخذا جولة في أستراليا من أجل احتفالا الذكرى المئوية الثانية. وفي 1989 تم دعوة الزوجين لزيارة دول الخليج العربي، حيث قابلا الجالية البريطانية هناك وزارا المدارس البريطانية في المنطقة، كما انضما لأفراد العائلة الملكية في حفلات عشاء رسمية، وقاما بنزهات في الصحاري. بدأت الجولة في الكويت ونزلا في قصر السلام بميناء الشويخ بصفتهما ضيفين للحكومة. خلال زيارتهما حظيا بمقابلة مع أمير الكويت، تلتها جلسة غداء. كما عقدا مقابلة مع ولي عهد الكويت ورئيس الوزراء الذي أعدّ عشاء على شرفهما. حصلت ديانا أيضا على درع مرصع بالذهب والمجوهرات وطقم شاي من الفضة وثوبا يدويا مطرزا بالذهب. خلال جولتهما في الكويت زارت الأميرة جمعية المعاقين لتعكس بذلك اهتمامها الدائم بالأطفال واحتياجاتهم. في السعودية تلقت الأميرة دعوة لزيارة قصر الملك فهد وهو شرف من النادر أن تناله امرأة. في عُمان أهداها السلطان قابوس كما هائلا من المجوهرات يكفي لفدية ملكة. انتهت الجولة أخيرا في الإمارات العربية المتحدة.

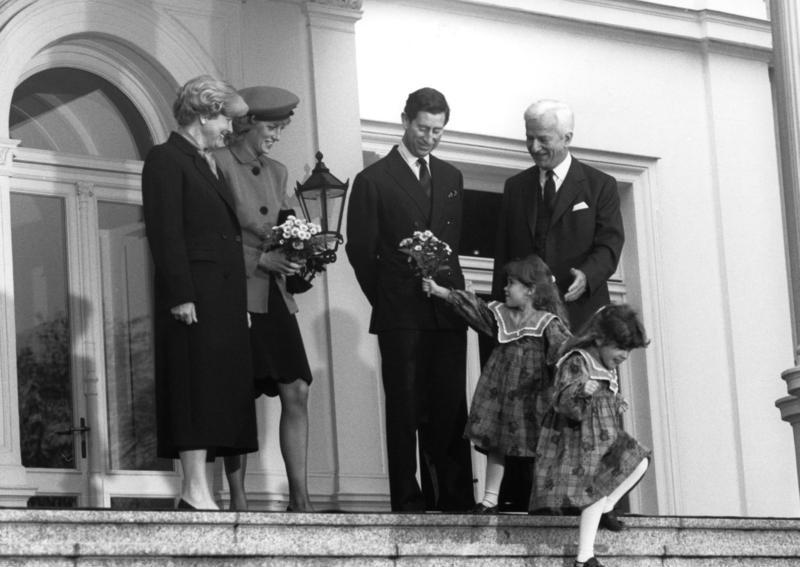
أمير و أميرة ويلز مع الرئيس الألماني ريتشارد فون ويزساكر و زوجته ماريان في بون في الثاني من نوفمبر 1987

في مارس 1990 انضمت ديانا لأمير ويلز في جولة في نيجيريا والكاميرون. خلال جولتها زارت الأميرة مشفى الأطفال والنساجين الذين بأيديهم ومشروعات تنمية المرأة. استضافهما رئيس الكاميرون لاحقا على عشاء رسمي في ياوندي عاصمة الكاميرون للترحيب بهما. في مايو 1990 قامت بزيارة رسمية إلى هنغاريا. وفي المطار استقبلهما الرئيس المؤقت المنتخب حديثا ارباد جونز. بعدها أقام الرئيس جونز عشاء رسميا للترحيب بالثنائي الملكي. خلال رحلتهما التي استغرقت أربعة أيام التقى الزوجان بمسؤولي الحكومة والقائمين بالأعمال والفنانين. كما حضرت الأميرة عرضا عن الموضة الإنجليزية في معرض الفنون التطبيقية. في نوفمبر 1990 سافر الزوجان إلى اليابان لحضور حفل تتويج الإمبراطور اكيهيتو. في 1991 ذهبت الأميرة مع أمير ويلز وابنيهما في زيارة إلى كندا لتقديم نسخة من الدستور الملكي للملكة فيكتوريا إلى جامعة الملكة بمناسبة الذكرى 150 للجامعة التي تأسست عام 1841. في سبتمبر 1991 زارت الأميرة باكستان. خلال زيارتها ساعدت ديانا العائلات المحتاجة في لاهور والتقت بالطلاب والدارسين الإسلاميين. في العام نفسه أيضا زارا البرازيل. خلال جولتهما بالبرازيل زارت ديانا الملجأ ومركزا لعلاج الأطفال. كما التقت بالرئيس البرازيلي فيرناندو كولو دي ميلو وزوجته السيدة الأولى روزا في كولو في برازيليا عاصمة البرازيل. آخر أسفارها كانت إلى الهند وكوريا الجنوبية في 1992.
في 1992 قامت أميرة ويلز بزيارة قصيرة إلى مصر حيث زارت المدارس الحكومية والمراكز الطبية للأطفال المعاقين في القاهرة. تم دعوتها للإقامة في فيلا السفير البريطاني. خلال إقامتها التقت بالرئيس حسني مبارك، كما زارت الأماكن التاريخية كالأقصر والأهرامات ومعبد الكرنك., وقد اصطحبهما زاهي حواس عالم الآثار المصري الشهير.
في فبراير 1995 زارت الأميرة اليابان. فزارت مشفى الأطفال المحلي وألقت الكلمة الافتتاحية لخطابها باليابانية. وقد تلقت قبل ذلك دروسا مكثفة لمدة أربعة أسابيع في اللغة اليابانية وكانت كلمتها كالتالي «شعب اليابان الكريم، إنه لمن الرائع وجودي هنا», وقد سعد الشعب كثيرا بها. قامت أيضا بزيارات إلى مقابر حرب الكومون ويلث Commonwealth War في يوكوهاما ودار رعاية الأطفال ذوي الصعوبات في التعلم في أوميدا. كما قامت أيضا بزيارة رسمية لامبراطور وإمبراطورة اليابان. في آخر يوم لها في اليابان التقت ولي العهد ناروهيتو وزوجته الأميرة ماساكو. في يونيو 1995 ذهبت ديانا إلى فينيسيا لحضور مهرجان فينيسيا للفنون. في نوفمبر 1995 ذهبت الأميرة في رحلة استغرقت أربعة أيام إلى الأرجنتين والتقت بالرئيس كارلوس مينيم وزوجته زوليميتا على الغداء. زارت الأميرة العديد من البلدان الأخرى من ضمنها سويسرا وبلجيكا وزيمبابوي ونيبال. حضرت أميرة ويلز عرضا عسكريا يقوم به الجيش البريطاني وجيش كومون ويلث لأول مرة في يونيو 1982. حضرت الجلسة الافتتاحية للبرلمان أول مرة في 4 نوفمبر 1981. بعد انفصالها عن الأمير تشارلز ظلت الأميرة تظهر مع أفراد العائلة الملكية الآخرين في المناسبات الوطنية الكبرى مثل إحياء الذكرى الخمسين للانتصار في الحرب العالمية الثانية والانتصار على اليابان في 1995. في الأول من يوليو عام 1997 قضت الأميرة عيد ميلادها السادس والثلاثين والأخير في حضور احتفالات الذكرى المئة لمعرض تات. كانت آخر ارتباطاتها الرسمية في بريطانيا في 21 يوليو حين زارت وحدة الطوارئ حوادث الأطفال في مشفى نورث ويك بارك Northwick Park Hospital في لندن.

### أعمالها الخيرية وما قامت برعايته
في عام 1983 أخبرت رئيس وزراء نيوفاوند لاند بكندا Newfoundland آنذاك أنه من الصعب عليها تحمل ضغوط كونها أميرة ويلز لكنها تحاول التأقلم مع ذلك. ومع ذلك بداية من منتصف 1980 أصبحت أميرة ويلز مرتبطة بشكل متزايد بالعديد من الأعمال الخيرية. بصفتها أميرة ويلز كان عليها الظهور باستمرار في المشافي والمدارس والمنشآت الأخرى مما جعلها نموذجا للرعاية الملكية في القرن العشرين. قامت ب 191 عملا رسميا في 1988  و 397 في 1991. اهتمت الأميرة اهتماما شديدا بالأمراض الخطيرة والرعاية الصحية خارج إطار الاهتامات الملكية التقليدية بما في ذلك أمراض الإيدز والجذام.

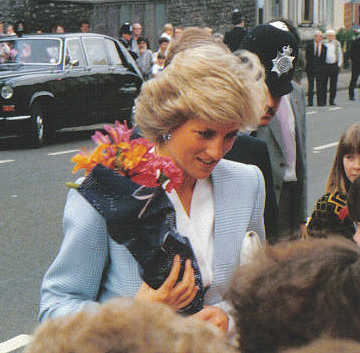
الأميرة في زيارة ملكية من أجل الإفتتاح الرسمى للمركز الاجتماعي في شارع وايت هول في بريستول في مارس 1987

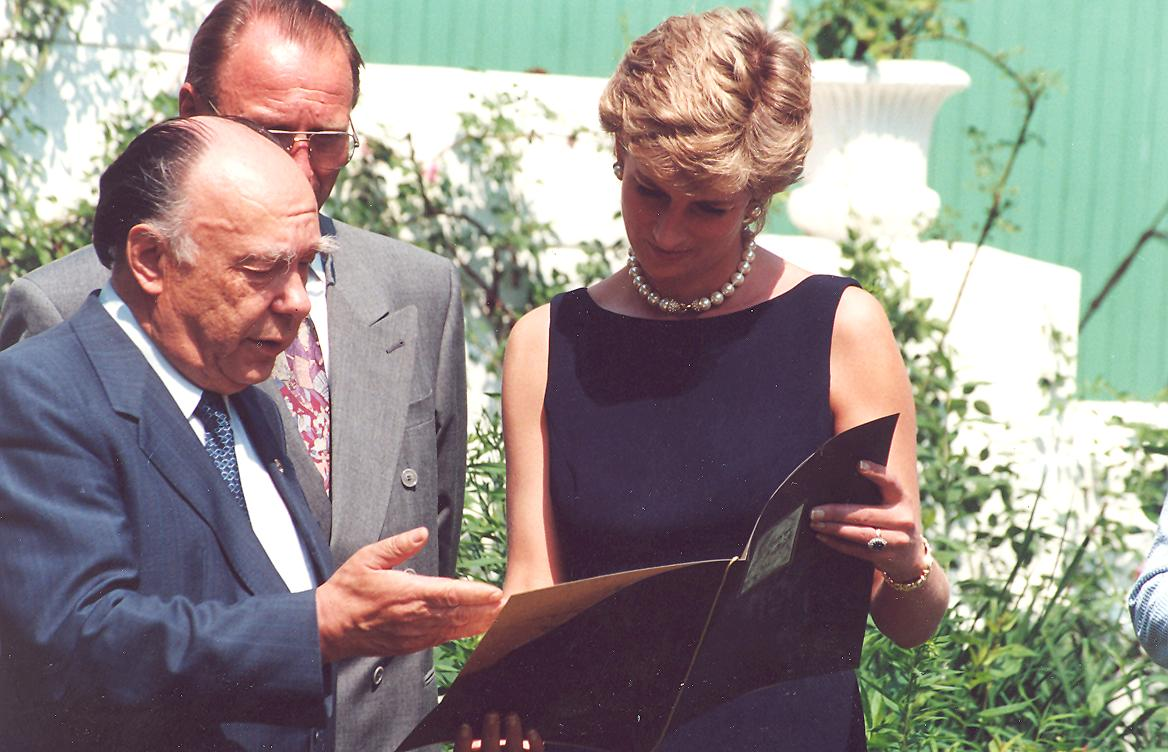
أميرة ويلز مع أليكساندر ياكوفليف في حفل جائزة ليوناردو الدولية عام 1995

قامت بالعديد من الأعمال الخيرية كزيارة المرضى المصابين بأمراض مزمنة حول العالم. وقادت حملات لحماية الحيوانات وللتوعية من مرض الإيدز وأيضا حملات ضد استخدام الأسلحة الوحشية. بالإضافة إلى ذلك كانت ترعى المنظمات والجمعيات التي تساعد المشردين والشباب والمدمنين والعجائز. بداية من عام 1989 أصبحت رئيسة مشفى جريت أرموند ستريت للأطفال . في العام نفسه صارت ديانا رئيسة منظمة الأحوال الزوجية البريطانية التي انتهت عام 1996. منذ عام 1991 أصبحت راعية مؤسسة هيدواى لجراحة المخ التي انتهت أيضا عام 1996. كما كانت أيضا راعية متحف التاريخ الطبيعى  ورئيسة الأكاديمية الملكية للموسيقى. منذ عام 1984 وحتى عام 1996 كانت رئيسة بارناردو، وهي جمعية خيرية أسسها الطبيب توماس جون بارناردو عام 1866 للعناية بالأطفال المعرضين للخطر وبالشباب الصغار، وقد حضرت ما يربو على 110 حدثا لها من بينهم 16 حدثا في عام واحد وثلاثة أحداث في أسبوع واحد. كما رعت ديانا أيضا برامج لحماية الناجين من الحروب ولمساعدة العجزة ومؤسسة الأطفال المرضى في ويلز والمستشفى الوطنى في ويلز لجراحة وأمراض المخ والأعصاب ومؤسسة أمراض الرئة والمنظمة الوطنية لمكافحة الإيدز ومتحف يوريكا التعليمي للأطفال وأوركسترا الأطفال الوطنية ومشفى برومبتون الملكي لأمراض القلب والرئة ومنظمة الصليب الأحمر البريطانية وجمعيات الاستشارات الزوجية والشباب ونادي المنوعات النيوزييلاندي ومؤسسة المرأة والطفل والجمعية البريطانية للصم حيث تعلمت فيها لغة الإشارة. تحدثت ديانا عن عملها مع مشفى برومبتون الملكي قائلة أنها كانت تسافر على الأقل أربع مرات في الأسبوع وتقضي أربع ساعات مع المرضى، تمسك أيديهم وتتحدث إليهم. بعضهم سينجو والبعض الآخر سيموت لكنهم جميعا بحاجة للحب مادامو موجودين هناك. كانت تحاول أن تكون هناك من أجلهم. في فبرار 1992 زارت الأميرة دار الأم تيريزا للمرضى والمحتاجين والمحتضرين في كالكوتا بالهند، وزارت كل واحد من الخمسين مريضا الذين كانوا على شفا الموت. بعد ذلك بفترة قصيرة في روما ثم في لندن ونيويورك قابلت ديانا الأم تيريزا وكونتا رابطة قوية فيما بينهما. في ديسمبر 1993 أعلنت الأميرة أنها ستقلل من انشغالها بالحياة العامة لتفسح مجالا لحياتها الخاصة. في يونيو 1995 قامت الأميرة بزيارة قصيرة إلى موسكو حيث زارت مشفى للأطفال كانت قد دعمته من قبل ضمن أعمالها الخيرية. قدمت ديانا للمشفى أجهزة طبية. خلال تواجدها في العاصمة الروسية تم منحها جائة ليوناردو الدولية التي يتم منحها لأكثر الأشخاص تميزا في مجالات الرعاية والفن والطب والرياضة. في ديسمبر 1995 انضمت ديانا لقائمة شرفية تضم رؤساء سابقين للولايات المتحدة الأمريكية ومحافظين سابقين لولاية نيويورك وشخصيات مهمة أخرى حين نالت جائزة خاصة في نيويورك بسبب دعمها الدائم للعديد من المنظمات الخيرية. شاركت ديانا الجائزة مع الجنرال كولين بوويل الرئيس السابق لهيئة الأركان المشتركة. في أكتوبر 1996 تقديرا لمساعدتها للعجائز نالت الأميرة جائزة إنسانية من مركز بايو مانزو وهي منظمة غير حكومية ذات وظيفة استشارية للأم المتحدة التي كانت تسعى للفت الأنظار نحو المشكلات الإقتصادية والعلمية التي تستدعى اهتماما حاسما. تم منح الأميرة الميدالية الذهبية في مؤتمر مركز بايو مانزو للرعاية الصحية في ريميني بإطاليا. قام نائب رئيس المركز الأستاذ جياند ومينتيكو بيكو بتقديم الميدالية إلى الأميرة بالنيابة عن رئيس المركز وهو القائد السابق للاتحاد السوفيتي ميخائيل جورباتشوف.
بعد انفصالها عن زوجها ظلّت ديانا الراعي لجمعية المشردين سينتر بوينت وفريق الباليه الوطني الإنجليزي ومنظمة مكافحة الجذام والمنظمة الوطنية لمكافحة الإيدز. كما ظلت رئيسة مشفى أرموند ستريت ومشفى مارسدن الملكي المتخصص في علاج السرطان. بعد انفصالها بيوم واحد أعلنت استقالتها من ما يربو على مائة جمعية خيرية للتركيز في الستة المتبقية. بالإصافة إلى ذلك في وقت وفاتها كانت الأميرة مرتبطة بالكثير من الأعمال مع منظمة الصليب الأحمر وحملتها لمكافحة الألغام الأرضية المضادة للأفراد. انتهت رعاية ديانا الرسمية لحملة الألغام الأرضية في 1996 لكنها ظلت أحد أهم قضاياها النشطة حتى آخر عام من حياتها.
في يونيو 1997 حضرت الأميرة حفلات استقبال في لندن ونيويورك لعرض مجموعة من الثياب التي ارتدها في بعض المناسبات الرسمية بغرض بيعها لصالح الأعمال الخيرية.

## مجالات عملها

### مرض الجذام
في نوفمبر 1989 زارت الأميرة مشفى للجذام في إندونيسيا ولمست الجروح المضمدة للمرضى. بعدها تولت رعاية منظمة مكافحة الجذام وهي منظمة تخصصت في توفير الدواء والعلاج وخدمات الدعم الأخرى لمرضى الجذام. وظلت الراعية لتلك المنظمة حتى بعد انفصالها وحتى وفاتها 1997. وبصفتها الراعية زارت ديانا المشافي والمشروعات الخاصة بتلك المنظمة في الهند ونيبال وزيمبابوي. ولقد قامت ديانا بخطوات واسعة لمواجهة وصمة العار المحيطة بهذا المرض عن طريق لمس المرضى. وقالت عن هذا المرض «لطالما كان محور اهتمامي لمس المرضى المصابين بهذا المرض لأثبت بكل بساطة أنهم ليسوا ملعونين وأننا لا نرفضهم،»  وتم افتتاح مركز ديانا أميرة ويلز للصحة والتعليم والإعلان في نوين خارج نطاق نيودلهي بالهند. وفي نوفمبر 1999 تم تأسيس المركز عن طريق منحة من صندوق ديانا أميرة ويلز التذكاري. وكان هدف المركز هو تعزيز حقوق وكرامة الأشخاص المصابين بالجذام والإعاقة وتأمين اندماجهم في المجتمع بالهند.

### الإيدز
اشتهرت الأميرة بكونها أول فرد من العائلة الملكية يتعامل مع ضحايا مرض الإيدز ويساعد على إصلاح سوء الفهم المنتشر عن هذا المرض. افتتحت مركز لاند مارك لإيدز في جنوب لندن. في أواخر الثمانينات حين ظن الناس أن الإيدز ينتقل عن طريق اللمس المباشر جلست على سرير أحد المرضى وأمسكت يده. حين تم سؤالها عن ذلك قالت «إن الإيدز لا يجعل معرفة الناس خطرا، يمكنك أن تمسك أيديهم وتعانقهم، الله يعلم أنهم بحاجة إلى ذلك.»  وعلى الرغم من ذلك رفضت الملكة ما تفعلهُ ديانا مع مرضى الإيدز والجذام وأخبرتها أن تقوم بأمور أكثر إسعادا في أعمالها الخيرية. في أكتوبر 1990 أفتتحت ديانا منزل الجدة وهو ملجأ للأطفال المصابين بمرض الإيدز في واشنطن العاصمة. في 1991 سافرت إلى ساو باولو بالبرازيل لتواسي الأطفال المصابين بمرض الإيدز الذين تم هجرهم في ملجأ محلي. وتم تصويرها هناك وهي تحمل طفلاً صغيراً مصاباً بهذا المرض. وبصفتها راعية منظمة «نقطة تحول» Turning Point, وهي منظمة للرعاية الصحية والاجتماعية، زارت ديانا مشروعها في لندن لمصابي مرض الإيدز وذلك عام 1992. وفي مارس 1997 زارت ديانا أفريقيا والتقت بالرئيس نيلسون مانديلا لمناقشة خطر الإيدز المتزايد. وفي نوفمبر 2002 أي بعد مرور خمس سنوات على وفاة ديانا أعلن مانديلا أن صندوق نيلسون مانديلا للأطفال كان يخطط للانضمام إلى صندوق ديانا أميرة ويلز التذكاري لمساعدة مرضى الإيدز بجنوب أفريقيا وعائلاتهم وأيضا الأطفال الذين صاروا يتامى بسبب هذا المرض. قال مانديلا عن ديانا في مؤتمر صحفي عقد في لندن أنها كان لديها شغفا وأهتماما للإعتناء بالمحتضرين واليتامى. فمثلا حين أمسكت بأطراف أحد مصابي الجذام وجلست على سرير أحد مصابي الإيدز، فهي بذلك تحث على سلوك عام وتحسن من فرص هؤلاء الأشخاص في الحياة. حين يرى الناس أن أميرة بريطانية تذهب إلى جناح مصابي الإيدز في المشفى سيشعرون بالأمان وبلا داعي للخوف. إن العديد من المنظمات والجمعيات الخيرية انضمت إليها في تلك المعركة، مثل منظمة ألتون جون التي خصصت أكثر من 2.1 مليون دولار لدعم الأشخاص المعرضين للإصابة بالأيدز ومثل مجلة «الناس» People magazine ، وهي مجلة إسبوعية أمريكية، التي أنشأت صندوق إئتماني للعناية بالأطفال المصابين بالإيدز وأسمته صندوق ديانا.

### الألغام الأرضية

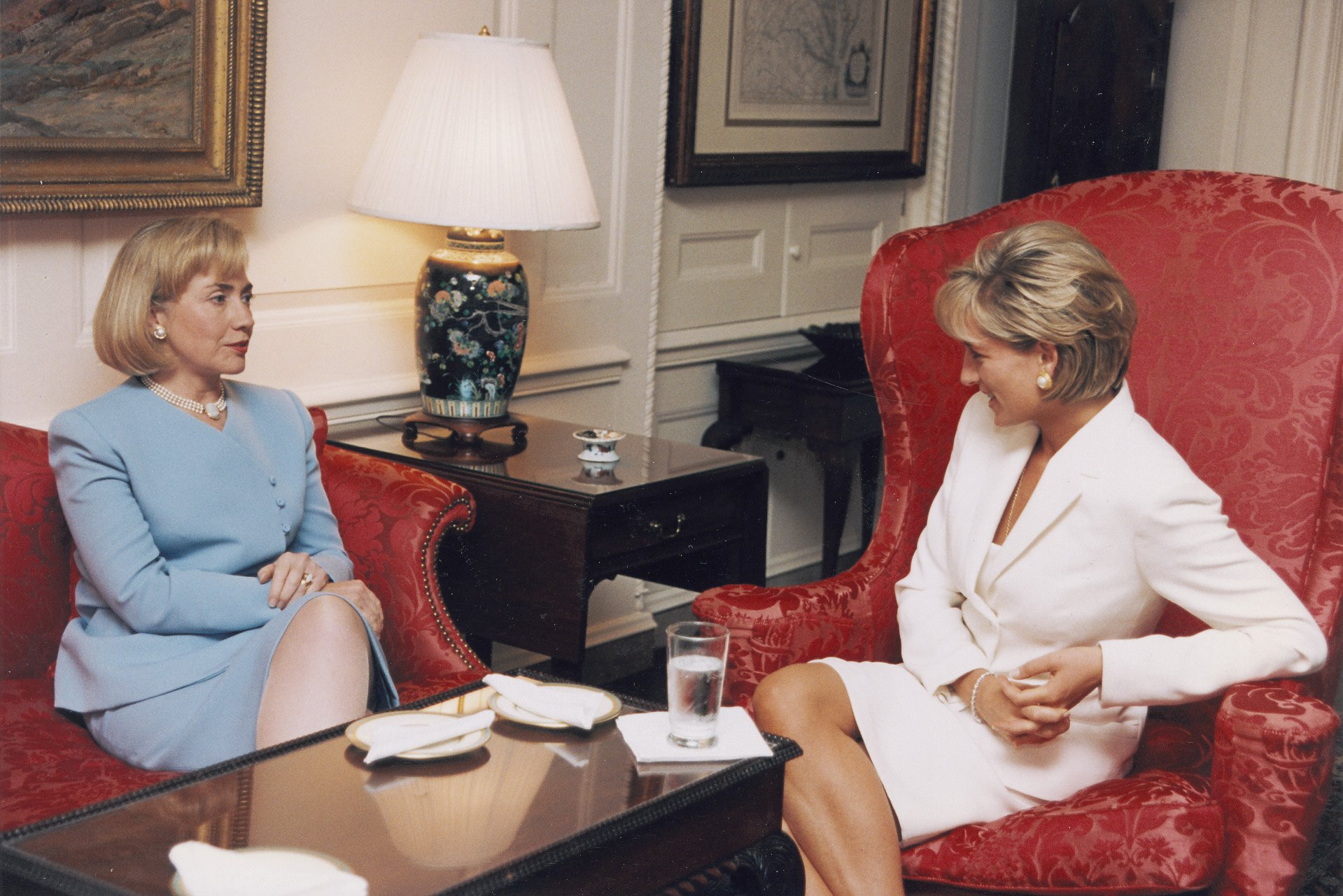
ديانا أميرة ويلز تتحدث مع هيلارى كلينتون في الثامن عشر من يونيو 1997

كانت ديانا الراعي الرسمي لمؤسسة «هالو ترست»، تلك المؤسسة التي تعد الأكبر والأعرق في مجال إزالة الألغام الأرضية.' وفي يناير عام 1997، جابت العالم العديد من صور الأميرة ديانا أثناء تواجدها بحقل ألغام أنجولي وهي مرتدية خوذة بلاستيكية وبذة واقية من الرصاص.' وفي أثناء تلك الحملة، قام البعض بإتهام الأميرة ديانا بالتدخل في السياسة وأعلنوا أنها تــُـشكل خطرًا كبيرًا. وعلى الرغم من ذلك، فقد أعلنت مؤسسة هالو أن مجهودات ديانا ساهمت في رفع مستويات الوعي العالمي بشأن المعاناة الناتجة جرّاء الألغام الأرضية فقد تحوّلت المدينتان التي زارتهما ديانا إلى مدن مأهولة بالسكان بعد إخلاءهما تمامًا من الألغام.' وفي يونيو من عام 1997، تحدثت الأميرة في مؤتمر للألغام بالجمعية الملكية الجغرافية بلندن وعقب ذلك، توجهت إلى واشنطن العاصمة بالولايات المتحدة في يومي السابع عشر والثامن عشر من يونيو في إطار تعزيز حملات الألغام بالصليب الأحمر الأمريكي (كما قامت بمقابلة الأم تريزا بمفردها في ذا برونكس). وفي الفترة من السابع إلى العاشر من أغسطس لعام 1997، أي قبل أيام قليلة من موتها، قامت بزيارة البوسنة والهرسك برفقة جيري وايت وكين روثرفورد مسئول شبكة الناجيين من الألغام لمتابعة مشروعات الألغام بكل من ترافنيك، سراييفو وزينيزيكا. ' ' وكان اهتمامها بالألغام مُنصبّ على الإصابات التي تحدثها للأطفال بعد انتهاء الصراع.
و يُعتقد أن لديانا- بعد موتها- يد في إتمام توقيع معاهدة أوتاوا التي تسببت في فرض حظر دولي على استخدام الألغام الأرضية المضادة للأفراد. أثناء تقديمه للقراءة الثانية لقانون الألغام 1998 لمجلس العموم، أشاد روبن كوك وزير خارجية المملكة المتحدة بمجهودات ديانا في مجال الألغام قائلا: «السادة الأعضاء سيكونوا على علم بالمجهودات الهائلة التي بذلتها ديانا -أميرة ويلز- لتوفير موطن للعديد من المتضررين من الألغام . إن الطريقة المُثلى للإحتفاء بمجهودات ديانا- جنبًا إلى جنب مع عمل المنظمات غير الحكومية التي شنت حملات ضد الألغام الأرضية- هو إقرار القانون والتمهيد لفرض حظر عالمي على الألغام الأرضية».
ناشدت الأمم المتحدة الدول التي أنتجت وخزّنت كمية كبيرة من الألغام الأرضية وهم (الولايات المتحدة الأمريكية، الصين، الهند، كوريا الشمالية، باكستان، وروسيا) بتوقيع معاهدة أوتاوا التي تحظر إنتاجها أو استخدامها وذلك وفقًا لما تضمنته حملات ديانا. صرحت كارول بيلامي المديرة التنفيذية لصندوق الأمم المتحدة للطفولة (يونيسيف) «أن الألغام الأرضية لا تزال بمثابة الجاذبية القاتلة للأطفال المُسيّرون بواسطة فضولهم الفطر ويحاجتهم للعب في كثير من الأحيان مما يؤدي بهم إلى الهلاك». حازت الحملة على جائزة نوبل للسلام في عام 1997 وذلك بعد بضعة أشهر من وفاة الأميرة ديانا.

### التشرد
لطالما كانت ديانا مؤيد نشط لمؤسسة سنتربوينت، تلك المؤسسة التي تعمل على توفير الإقامة والدعم للأشخاص الذين لا مأوى لهم، كما أصبحت راعية للمؤسسة في عام 1992.' وقد دعمت ديانا المنظمات المكافحة للفقر والتشرد، كما تحدثت نيابة عن الشباب المُشرد وقالت أنهم يستحقون بداية لائقة في الحياة. صرحت ديانا في لقاء بسنتربوينت قائلة «بصفتنا جزء من المجتمع، يجب علينا أن نضمن للشباب – ممثلي المستقبل- الحصول على الفرصة التي يستحقونها». بالإضافة إلى ذلك، كانت ديانا تصطحب طفليها الأمير ويليام والأمير هاري في زيارات خاصة لمراكز خدمات سنتربوينت. لعب الأمير ويليام دورًا هامًا في مؤسسة سنتربوينت وذلك حرصًا منه على الإبقاء على مجهودات والدته.

### السرطان
دأبت الأميرة ديانا على زيارة الأطفال المصابون بالسرطان وكذلك المصابون بالأمراض الموهنة التي تتطلب عملية جراحية. قامت ديانا بزيارة مستشفى بلندن متخصصة في علاج السرطان تُدعى «رويال مارسدن»-مؤسسة إئتمانية- وذلك خلال أول زيارة رسمية منفردة للأميرة ديانا كعروس وكانت تلك هي واحدة من المؤسسات المستفيدة من المزاد العلني لملابسها في نيويورك. صرح مدير الاتصالات بالمؤسسة بأن الأميرة ديانا قد فعلت الكثير لمحو وصمة العار والمحرمات المرتبطة بأمراض معينة مثل السرطان، والإيدز (فيروس نقص المناعة البشرية)، ومرض الجُذام. أصبحت ديانا رئيسًا للمستشفى في السابع والعشرين من يونيو 1989 .' وفي واحد من أشهر الأحداث على الإطلاق، تمكنت الأميرة ديانا من حضور ومشاهدة عملية جراحية تـُجرى لمريض بالقلب في مستشفى هارفيلد بميدلسكس.
وفي عام 1988، افتتحت الأميرة ديانا مؤسسة للأطفال مرضى سرطان الدم (المُسماة حاليًا بمرضى السرطان بالمملكة المتحدة) وذلك في ذكرى جان وبول أوجورمان .' تحطمت عائلة أوجورمان بعد سقوط طفليها- جان وبول - ضحايا لمرض السرطان في ظرف تسعة أشهر. التقت عائلة أوجورمان بالأميرة ديانا في نوفمبر 1987 أي بعد أيام قليلة من وفاة جان.' ولقد ساعدت الأميرة ديانا أسرة أورجورمان لبدء المؤسسة الخيرية وذلك تأثرًا منها بالمأساة المزدوجة التي تعرضت لها الأسرة.' افتتحت المؤسسة في الثاني عشر من يناير عام 1988 بمدرسة ميل هيل العليا. كما استمرت الأميرة ديانا في دعم المؤسسة حتى وفاتها عام 1997.

## مسببات الانفصال
في غضون خمس سنوات، أصبح زواج الأميرة ديانا والأمير تشارلز محفوفـًا بالمخاطر؛ إذ تسبب عدم التوافق بين الزوجين والفارق العمري (البالغ 13 عام) بينهم  في تدمير هذا الزواج، ذلك بالإضافة إلى اهتمام ديانا بصديقة تشارلز السابقة «كاميلا دوقة كورنوال». وفي أوائل التسعينات، انهار زواج الأمراء، وهو الحدث الذي تم إخفاؤه عن الإعلام في أول الأمر إلى أن تم اكتشافه. ولجأت الأميرة ديانا وكذلك الأمير تشارلز للتحدث لوسائل الإعلام ليلقي كل منهما اللوم على الآخر في إفشال زواجهما. ويوضح التسلسل الزمني للإنفصال الصعوبات بين ديانا وتشارلز في بدايات عام 1985. حيث استمر أمير ويلز في علاقته بصديقته السابقة وزوجته الحالية كاميلا باركر باولز، كما بدأت العلاقة بين أميرة ويلز والرائد جيمس هويت. تأكدت تلك العلاقات في القصة المنشورة عن الأميرة ديانا تحت مسمى «ديانا: قصتها الحقيقية» التي كتبها أندرو مورتون ونُشرت في مايو 1992 . تم تقسيم تلك القصة إلى أعداد في جريدة «صن داي تايمز» قبل نشرها. تسبّب الكتاب، الذي أفصح عن تعاسة الأميرة، في حدوث ضجة إعلامية. لم يكن نشر هذا الكتاب هو الأمر الوحيد الذي أثار الضجة بل تبعه، في عامى 1992-1993، نشر لشرائط مُسرّبة تحوي محادثات هاتفية وهو الأمر الذي انعكس سلبًا على كلا الأميرين. نُشرت التسجيلات المُسرّبة بين الأميرة وجيمس جيلبي بواسطة الخط الساخن لجريدة «ذا صن» كما نـُـشرت مجموعة من نصوص الأحاديث الحميمية في الجريدة ذاتها في أغسطس 1992. كان عنوان المقال يشير إلى الكُنية الرقيقة التي أطلقها جيلبي على ديانا. وعلى غرار ما حدث مع ديانا وجيلبي، تم نشر بعض التسريبات للمبادلات الحميمية بين كاميلا وأمير ويلز في نوفمبر 1992 بجريدتي «توداي» و «ميرور». في الوقت ذاته، انتشرت العديد من الشائعات التي تـُـفيد بوجود علاقة بين أميرة ويلز وهويت- مُعلم الركوب السابق الخاص بها وبأبنائها. تم نشر تلك القصة في عام 1994 بعنوان «الأميرة العاشقة» والتي تحولت إلى فيلم سينيمائي بنفس العنوان على يد ديفيد جرين عام 1996، حيث لعبت دور الأميرة الممثلة جولي كوكس ولعب دور جيمس هويت الممثل كريستوفر فيلرز. في ديسمبر من عام 1992، أعلن رئيس الوزراء البريطاني جون ميجر عن «الانفصال الودي» لمجلس العموم، كما تم نشر النصوص الكاملة للمحادثات الحميمية بين تشارلز وكاميلا بعد شهر من الإنفصال أي بحلول عام 1993. في الثالث من ديسمبر لعام 1993، قامت الأميرة ديانا بإعلان إنسحابها من الحياة العامة. سعى أمير ويلز لتوضيح بعض الأمور للجمهور عبر لقاء تلفازي مع الإعلامي جوناثان ديمبلي في التاسع والعشرين من يونيو عام 1994. ولقد أكد الأمير تشارلز في تلك المقابلة على صحة علاقته بكاميلا باركر باولز قائلًا أن ارتباطهما قد بدأ عام 1986 بعدما بدأ زواجه من الأميرة ديانا في الإنهيار.'. وفي الوقت الذي ألقت فيهِ الأميرة ديانا اللوم على كاميلا لتسببها في مشاكل زوجية، قالت أن الأمير تشارلز لديهِ علاقات أخرى بنساء أخريات. أرسلت ديانا مكتوبًا لصديقتها في أكتوبر 1993 يُفيد بعلاقة زوجها بتيجي ليج بورك ورغبته في الزواج منها. ليج بورك التي قد تم استئجارها من قبل الأمير تشارلز لمرافقة الأميرين الصغيرين، عندما كانوا برفقته، وكانت الأميرة ديانا في غاية الاستياء من علاقة ليج بورك بالأمراء الصغار. قامت مارجريت كونتيسة سنودون، العمة القانونية لديانا، بإحراق مجموعة من الخطابات «شديدة الخصوصية» المُرسلة من الأميرة ديانا إلى الملكة الأم في عام 1993 لإعتقادها بأنها شديدة الخصوصية. كتب المؤرخ ويليام شوكروس «مما لا شك فيه أن الأميرة مارجريت شعرت بأن فعلتها هذه ستحمي والدتها وأفراد عائلتها». فقد اعتبر فعلة الأميرة «أمر معقول على الرغم من كونه غير مقبول من الناحية التاريخية».

## الطلاق
أجرى مارتن بشير الإعلامي بقناة «بي بي سي» لقاءًا تليفزيونيًا مع ديانا أميرة ويلز، والذي أُذيع في العشرين من نوفمبر عام 1995. وبسؤالها عن علاقتها بهويت قالت: «نعم عشقته ولكنه خذلني». وعن علاقة زوجها بكاميلا باركر باولز، أشارت ديانا إلى أن وجود كاميلا في حياتهم «جعلها مزدحمة». وعندما سُئلت عن أحلامها قالت: «أودّ أن أكون أميرة القلوب». وبسؤالها عن صلاحية أمير ويلز للمَلَكية من عدمه قالت «بسبب معرفتي الجيدة للشخص فإن هذه المهنة العـُليا، كما أطلق عليها، ستكبح جماحه وهو الأمر الذي أرتاب في أن يتكيف الأمير معه.» وفي اليوم العشرين من شهر ديسمبر لعام 1995، أعلن قصر باكنجهام رسميًا أن الملكة قد أرسلت عدة خطابات لكل من ديانا وتشارلز تنصحهما فيها بالطلاق.' تم تأييد الخطوة التي اتخذتها الملكة من قِبل كل من رئيس الوزراء ومجلس بريفي في المملكة المتحدة وأن تلك الخطوة اتُخِذت بعد أسبوعين من المشاورات فيما بينها، وفقًا لما نشرته «بي بي سي».
قد أبدى الأمير تشارلز موافقته على الطلاق في مكتوب رسمي بعد فترة قصيرة من نصيحة الملكة. في فبراير 1996، أعلنت الأميرة ديانا موافقتها على قرار الطلاق بعد مفاوضات مع الأمير وممثلي الملكة، مزعجة قصر باكنجهام بإصدار إعلان موافقتها الشخصية على قرار الطلاق. أعقب ذلك بعد فترة قصيرة اتهام الأميرة لتيجي ليج بورك بإجهاضها لطفل الأمير ومن ثم أوعزت ليج بورك للمحامي بيتر كارتر روك بتقديم طلب اعتذار رسمي. قبل يومين من اندلاع تلك القصة، استقال باتريك جيفسون سكرتير ديانا، وكتب مؤخرًا «أن الأميرة ديانا قد ابتهجت ابتهاجًا شديدًا بإتهام ليج بورج بالإجهاض». اكتملت إجراءات الطلاق كليًا في الثامن والعشرين من أغسطس عام 1996. تسلمت ديانا مبلغ 17 مليون يورو مع وجود شرط يوضع عند حدوث الطلاق في العائلات الملكية يفيد بعدم إعطائها الحق في مناقشة أيّة تفاصيل. وقبل بضعة أيام من صدور المرسوم الرسمي للطلاق، صدرت خطابات واضحة تنص على القواعد العامة لتسجيل الألقاب الملكية بعد الطلاق. وبناءً على ذلك فقد فقدت الأميرة ديانا لقب «صاحبة السمو الملكي» ولـُـقبت بـ «أميرة ويلز» بعد أن تم طلاقها من أمير ويلز. وكما توقّعت والدة الأمير بإرتقاء العرش في يوم من الأيام، فقد تمتعت بالأولوية التي مُنحت لها خلال زواجها. صرّح الأمير ويليام قائلًا: «لا داعي للقلق يا أمي، فسأعيد إليكِ اللقب عندما أصبح ملكًا».' وقبل عام، أعلنت تينا براون أن ديانا قد تلقّت تهديدًا من قِبل فيليب دوق إدنبرة قائلا «إذا لم تتأدبي، يا ابنتي، فسيُسحب منكِ اللقب نهائيًا» لترد ديانا قائلة « إن لقبي أقدم بمراحل من لقبك يا فيليب». أعلن قصر باكنجهام أن أميرة ويلز لا تزال فردًا من أفراد العائلة الملكية لأنها والدة أولياء العهد الثاني والثالث على التوالي. قد تأكد ذلك من خلال نائب الطبيب الشرعي للأسر المالكة، البارونة بتلر سلوس بعد جلسة تمهيدية عُقدت في الثامن من يناير عام 2007 قالت فيها «لديّ قناعات تامة بكون ديانا فردًا من أفراد العائلة الملكية عند وفاتها». ويبدو أن ذلك قد تأكد في وجهة النظر القضائية للمحكمة العُليا بشأن الأمر المُتعلق بالفايد وآخرين ضد باتلر سلوس 149. في هذه الحالة، قبِل ثلاثة من قضاة المحكمة العُليا تقارير تفيد بأن الطبيب الشرعي للعائلة المالكة قد أظهر نوعًا من أنواع التحيّز في سياق التحقيق في قضية وفاة شخصين أحدهما تنتمي للعائلة الملكية والآخر لا ينتمي إليها.

### بعد الطلاق

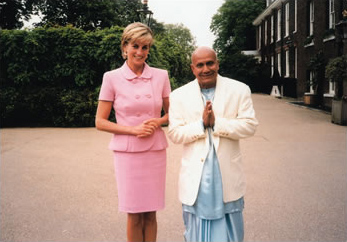
مقابلة الأميرة ديانا أميرة ويلز مع تشينموي بمقر إقامتها بقصر كينغستون في مايو 1997

عادت الأميرة ديانا بعد الطلاق لشقتها المزدوجة التي تقع شمال قصر كنسينغتون، ويُذكر أنها كانت تتشارك في تلك الشقة مع أمير ويلز منذ السنة الأولى لزواجهما وقد مكثت بها حتى وفاتها. كما أنها اعتادت التردد على مكتبين بقصر سانت جيمس. تعرّفت الأميرة ديانا على جرّاح القلب البريطاني-الباكستاني الشهير حسنات خان والذي وُصف بعد وفاة ديانا من قبل صديقاتها المقربات بأنه حُب حياتها. في مايو 1996، قامت الأميرة ديانا بزيارة لاهور كترحيبًا منها بدعوة «عِمران خان» أحد أقرباء «حسنات خان» كما قامت بزيارة سرّية لعائلة الأخير. اتــّـسمت علاقة ديانا بخان بقدرٍ عال من السرّية واستمرت ديانا في إنكارها لتلك العلاقة كلما سُئلت عنها من قِبل الصحفيين. استمرت تلك العلاقة لقرابة عامين مع تكاثر الأقاويل حول السبب في إنهائها.'' وفقـًـا لشهادة خان خلال التحقيقات التي أجريت بعد وفاتها، صرح بأن ديانا قد أنهت العلاقة في لقاء جمعهم ذات مساء بشهر يونيو من عام 1997 بحديقة هايد بارك المجاورة لقصر كنسينغتون. وفي غضون شهر، بدأت ديانا في التعرّف على دودي الفايد -نجل مُضيّـفها هذا الصيف- محمد الفايد. وذلك عندما قررت ديانا أخذ طفليها في نزهة خلال ذلك الصيف إلى هامبتونز ولونغ آيلند ولكن الأمن منعها. بعد مناقشة القيام برحلة لتايلاند، قررت ديانا قبول دعوة الفايد لمرافقة عائلته في جنوب فرنسا حيث المقر المؤمّن بدرجة تتناسب مع تواجد العائلة الملكية. أنفق محمد الفايد العديد من ملايين الجنيهات لشراء يخت بلغ طوله 60 مترًا لتسليه الأميرة ديانا وأبنائها.''

## الوفاة

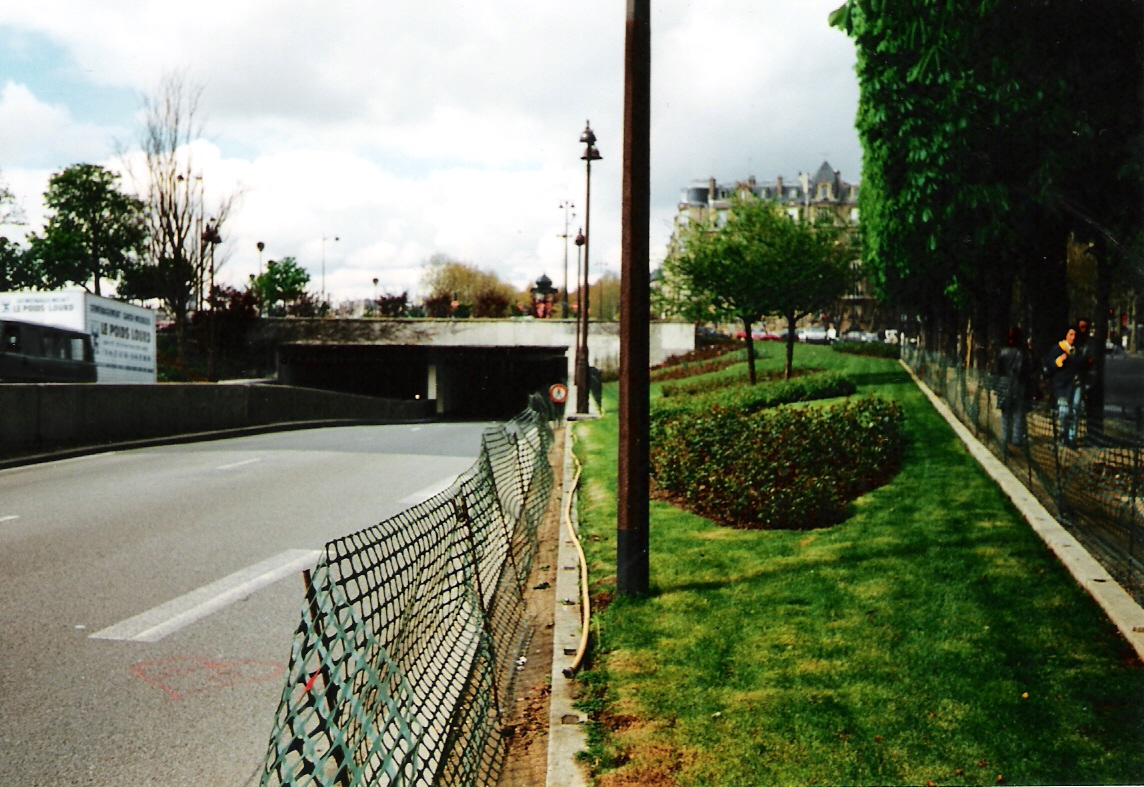
المدخل الشرقي لنفق ألما بباريس

فـي 30 أغسطس 1997 كانت ديانا وصـديقها عماد الفايد الملقب بـ «دودي» ابن رجـل الأعمال محمد الفايد قبل ساعات من مقتلها متوجهـين إلى فندق ريتـز الذي يمتلكه لتناول العشاء ويذكر أيضاً أنه كان يمتلك شقة قريبة من الفندق في شارع أرسين هوساي Arsène Houssaye وكان الصحفيون والمصورون يلاحقانهما في المكان مما جعل دودي يرتب مع معاونيه في الفندق لحيلة يخدع بها المصورين لإبعادهم عن ملاحقتهما، فقاد السائق الخاص به سيارته الليموزين وخرج بها من المدخل الرئيس للفندق واستمر في السير فترة ثم عاد مرة أخرى إلى الفندق وبالفعل حدث ما أراد وذهب المصورون لكي يتعقبوا السيارة بواسطة الموتوسيكلات، ولكنهم أدركا سريعاً أن هناك شيئاً ما يجري على قدمٍ وساق ففضلوا البقاء في ساحة الفندق، وبعد 19 دقيقة من منتصف الليل خرجت ديانا ودودي من الباب الخلفي للفندق المؤدي إلى شارع كمبون (بالفرنسية: Rue Cambon) ولم يركبا السيارة المرسيدس المعتادة ولكن ركبا سيارة أخرى، وكان السائق الذي سيقود هذه السيارة هو الرجل الثاني المسؤول عن أمن الفندق هنري بول، وجلس بجواره الحارس الشخصي تريفور ريس جونس، وجلست ديانا ودودي في الخلف وانطلقت السيارة.
وفي ميدان الكونكورد لاحق المصورون السيارة بأعداد كبيرة لالتقاط الصور، فانطلق هنري السائق بالسيارة بعيداً عنهم وهو يقود بسرعة عالية وأخذ الطريق السريع الموازي لنهر السين River Seine ومنه إلى نفق ألما Pont D’Alma Tunnel بسرعة عالية تعدت ال 100 كم/س على الرغم من أن أقصى سرعة مصرح بها تحت النفق هي 65 كم/س، ولم يمضِ القليل بعد دخول النفق حتى فقد السيطرة تماماً على السيارة وترنحت منه يميناً ويساراً إلى أن اصطدمت بالعمود الثالث عشر داخل النفق، وقد وقع هذا الحادث في تمام الساعة 0:25 من بعد منتصف الليل، وقد توفي كل من السائق ودودي عقب الحادث مباشرة، وكان الحارس الشخصي في حالة حرجة وفاقداً للوعي، وكانت ديانا في حالة خطيرة جداً وعلى وشك الوفاة.
ومن حسن الحظ كان هناك طبيب يدعى فريدريك ميلز Frederic Maillez يمر بسيارته من الاتجاه المعاكس ورأى الحادث، فأوقف سيارته وأخذ معه الحقيبة الخاصة به وتوجه بسرعة ناحية السيارة المحطمة، ولم يكن يعلم من هم الأشخاص الذين بداخلها، ولكنه أدرك أن السائق والرجل الذي يجلس في الخلف قد فارقا الحياة، فبدأ في إسعاف الرجل الثاني الذي يجلس في الأمام وهو الحارس الشخصي لأنه بدى أمامه أن حالته هي الأخطر، وقد تم وضع كمامة أوكسجين على فم ديانا التي كانت فاقدة للوعي لمساعدتها على التنفس، ولم تستطع سيارة الإسعاف نقل أي من الضحايا إلا بعد مُضي ساعة بعد أن تم إخراجهم من حطام السيارة.
وفي 1:30 صباحاً وصلت ديانا إلى مستشفى لا بيت سالبيتريير La Pitié Salpêtrière ودخلت غرفة الطوارئ وأجرى لها الجراحون عملية لإيقاف النزيف عن الوريد الممزق، وفي أثناء العملية توقف القلب عن النبض فجأة فحاول الأطباء إعادتها للحياة مرة أخرى عن طريق إنعاش القلب ولكن فشلت كل المحاولات وماتت ديانا في تمام الساعة 3:57 من صباح يوم الأحد 31 أغسطس 1997 وهي في الـ36 من عمرها، وقد وصلت جثتها بعد أيام إلى إنجلترا وشيّعت الجنازة في 6 سبتمبر 1997 وشاهدها نحو 2.5 مليون شخص حول العالم. وقد أحدثت وفاتها صدمة وحزنا كبيرا في أرجاء العالم.
وقد أثار هذا الحادث المأساوي الذي لم ينجُ منه سوى الحارس الشخصي الكثير من التساؤلات حول مدى أن كان حادثاً طبيعياً أم مدبراً.
و على الرغم من أن ديانا في تلك الفترة لم تعد أميرة رسمية، أي قانونياً العائلة الملكية غير مسؤولة عن تكاليف جنازتها. إلا أن تشارلز أصرّ على أن تُقام لها جنازة ملكية لكونها زوجته السابقة وأم ملك إنكلترا المستقبلي. وقد أُقيمت لها جنازة ملكية خاصة شارك فيها هو وولديه وشاهدها أكثر من مليارَي شخص.
في الحادي والثلاثون من أغسطس لعام 1997 أصيبت الأميرة ديانا بإصابة قاتلة في حادث سيارة بنفق جسر ألما في باريس، الحادث الذي أسفر عن مقتل كل من دودي الفايد المُصاحب لديانا وكذلك السائق هنري بول القائم بأعمال مدير الأمن بفندق الريتز بباريس. حققت الجنازة أعلى نسب مشاهدة في التليفزيون البريطاني بلغت 32.10 مليون وهي واحدة من أعلى نسب المشاهدة في المملكة المتحدة البريطانية على الإطلاق بينما شاهد هذه الجنازة الملايين عبر العالم.' 

## ما بعد الوفاة
قيل الكثير من التصريحات والأسباب عن هذا الحادث، فقد كانت هناك مسؤولية على المصورين بسبب ملاحقتهم للسيارة التي كانت أشبه بالمطاردة، بالإضافة إلى أن الفلاش أو الضوء الذي كان يخرج من الكاميرات عند استخدامها من قبل المصورين كان لهُ تأثير على رؤية السائق وأفقده التحكم في السيارة، ولكن لم تكن المسؤولية كاملة على المصورين خاصة بعد أن تم تحليل عيّنة من دم السائق وثبت أن بها نسبة 1.75 مل من الكحول ومن المؤكد أنه شرب الخمر في ليلة الحادث، وليس هذا فقط حيث اكتشف الأطباء أيضاً وجود آثار للمخدرات في دمه، فكيف يمكن لحارس الأمن المخمور أن يقود السيارة وهو في هذه الحالة، وكيف لم يلاحظ أحد الحالة التي هو عليها، وقد أذاع محمد الفايد شريط فيديو من خلال كاميرات الأمن في الفندق يفيد أن حارس الأمن لم يكن ظاهراً عليه أي حالة سكر أو يترنح كذلك ديانا ودودي.
وقد صرّح أحد المصورين بعد الحادث أن في هذه الليلة أمام الفندق قال لهم هنري بول «لن تستطيعوا ملاحقتنا هذه الليلة» فهل كان يريد من كلامه هذا أن يعفي نفسه من المسؤولية، أم أن السائق كان ينوي تنظيم سباق. وأن كان الأمر هكذا فعلاً فمن الغريب أن يرتدي البودي جارد حزام الأمان دون أن يطلب من ديانا ودودي أن يرتديانه هما أيضاً أليس هذا من اختصاصهِ كمسؤول عن أمنهما، ولماذا لم يأمر كل من ديانا ودودي السائق بأن يخفف من سرعة القيادة، وكان آخر الشهود قد ادعى أنه شاهد سيارة فيات أونو بيضاء أو ستروين بيضاء يفترض تورطها في الحادث.

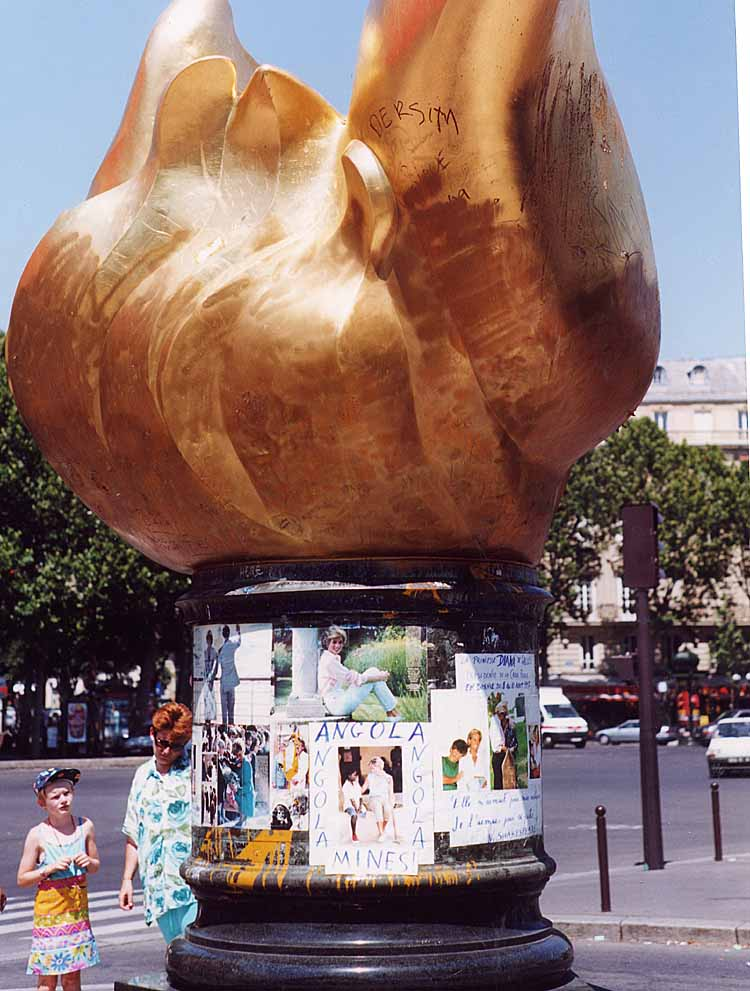
ذكرى الأميرة ديانا في باريس والمسمى رمز الليبرالية

وكان أغرب ما نُشر بعد الحادث هو ما قالهُ خادم الأميرة بول باريل الذي عبّر فيها عن مخاوفه من أن يتم تعطيل فرامل سيارتها للتخلص منها، وقد أصدر بول باريل كتاب بعنوان «في خدمة الملكية» A Royal Duty يتضمن هذه الرسالة وأشياء أخرى عن الأسرة الملكية البريطانية، لاقى هذا الكتاب ردود أفعال كثيرة خاصة بعد ما نُشر عن رسالة ديانا ولكن هذا لم يغير من الأمر شيئاً في قضية الحادث، وقد صرّح رجل الأعمال المصري محمد الفايد بأنه لا يزال على يقين بوجود مؤامرة مدبرة من جانب المخابرات البريطانية ولا يعترف بصحة ما نُشر عن الحادث على الرغم من أنه خسر قضيته أمام المحاكم الفرنسية التي استمرت لمدة عامين، ولكن لا يعتقد بعض الخبراء في هذا الأمر لأن ديانا ودودي كانا يغيران خططهما باستمرار سواء في الوقت أو في المكان وهو الأمر الذي يصعب من خلاله على أجهزة المخابرات القيام بعملية مدبرة للتخلص منهما في فترة زمنية قصيرة، ولكن على الرغم من كل ذلك إلا أنه لا يزال الجدل قائماً حول ما أن كان هذا الحادث طبيعياً أم مدبراً.
لم يكن حادث موت ديانا هو الشيء الوحيد الذي أثار الجدل بالنسبة لها، ولكن كانت هناك أشياء أخرى أثناء حياتها، مثل الكتاب الذي نشرته للدفاع عن نفسها بعد قيام أعوان تشارلز بتشويه سمعتها من خلال وسائل الإعلام والصحف فقررت الدفاع عن نفسها وقامت بعدة مقابلات مع كاتب السيرة الذاتية أندرو مورتن Andrew Morton للاتفاق على نشر قصة حياتها الحقيقية وبالفعل نشر هذا الكتاب في نهاية عام 1992 بعنوان ”ديانا قصتها الحقيقية" Diana ” Her True Story “ وقد حقق هذا الكتاب نسبة مبيعات عالية في الأسواق وصحح العديد من المفاهيم التي عملت على تشويه سمعة ديانا ونشر فضائح عن الأسرة الملكية البريطانية وزاد من كراهية الناس لتشارلز، والرجال الكثيرون الذين عرفتهم ديانا في خلال حياتها والذين كان آخرهما مسلمين وهما حسنات خان الذي قيل أنه الشاب الذي كانت تنوي الزواج منه فعلاً وأن دودي كان مجرد سحابة صيف، في حين يقال أيضاً أن ديانا ودودي كانت تربطهما ببعضهما علاقة حميمة وكانا على وشك الزواج لولا الحادث الأليم الذي أودى بحياتهما، وقد قامت بكثير من الزيارات للدول الإسلامية منها زيارتها لمسجد بادشاهي في لاهور في باكستان وزيارتها للجامع الأزهر في القاهرة في مصر وارتدائها الحجاب عند دخول المسجدين وأيضا عند حضورها في السعودية.
هناك علامات استفهام كثيرة سواء في حياتها أو بعد موتها ولا يوجد لها أي إجابة، ولعل هذا ما جعلها أيضاً شخصية مثيرة للجدل حيث كانت هناك أقاويل عن أمور في حياتها تجعل البعض ينظر لها على أنها ليست شخصية مثالية، في حين أن البعض الآخر لا يصدق كل ما يعمل على تشويه صورتها ويهاجم أي انتقاد لها ويتمسك بالصورة الطيبة التي ظهرت عليها خاصة من خلال نشاطها الخيري ومساعدتها لكثير من فقراء ومرضى الأطفال، بالإضافة إلى أنه ما زال الكثير من معجبيها يقومون بزيارة قبرها في ذكرى رحيلها في يوم 31 أغسطس من كل عام.
ستظل حادثة الأميرة ديانا ودودي الفايد حتى الآن مسار جدل ونقاش حتى تكشف السلطات الإنجليزية والفرنسية عن ملابسات تلك الحادثة الغامضة والتي قيل فيها الكثير والتي لا زال الفايد الأب يحارب لكشفها وبالرغم من أنه قد مرَّ عليها سنوات ولكنها ستظل تحتل الصدارة كلما تم فتح الموضوع من جديد.

## أسباب الوفاة
حادثة طبيعية أم اغتيال ؟ سؤال لم يستطع المحققون الإجابة عنه حيث أن هناك أدلة تشير أن الحادثة اغتيال ولكن لا يوجد دليل قاطع على ذلك
لأن حادث السيارة دائما يكون طبيعيا ولكن الأدلة الواردة التي تجعل الشك يدور حول أن تكون العملية مدبرة.
1. كان الأمير فيليب زوج الملكة إليزابيث الثانية يكره عشيق ديانا (دودي الفايد) حيث إنه كان يسميه حشرة مليئة بالشحم.
2. قالت الأميرة ديانا قبل موتها بفترة : سأركب يوما طائرة وستنفجر .. ستقتلني وحدة M I 6 وهذا يدل إنها كانت تعلم أنها مراقبة بشدة.
3. وجد المحققون آثار صدمة على السيارة التي كانت بها الأميرة ديانا ودودي الفايد وكذلك وجدت نفس الصدمة على سيارة بيضاء كانت بجانبها هذا يدل إنه كان هناك إصدام بينهم قبل وقوع الحادث.
4. السائق الذي كان يقود السيارة كان يعمل في جهاز المخابرات الفرنسية.
5. تباطؤ الإسعاف في نقل المصابين حيث استمر بقائهم في موقع الحادث ساعة و 47 دقيقة!

و حتى الآن والد دودي الفايد، الملياردير محمد الفايد يتابع القضية رغم مرور أكثر من عقد عليها.

## حارس الأميرة الراحلة ديانا يكشف أسرارها في كتاب
قال حارس شخصي سابق للأميرة الراحلة ديانا سبنسر، أميرة ويلز، أنها قفزت مرة مسافة عشرين قدما من شرفة بعد أن تزايدت ضغوط احتمالات انهيار زواجها من الأمير تشارلز، أمير ويلز ولي العهد البريطاني. وكان هذا الحادث قد وقع خلال عطلة تزلج كانت تقضيها الاميرة الراحلة مع ابنيها في النمسا فيما كانت تسيطر عليها هواجس علاقة زوجها مع صديقته كاميلا باركر بولز. وفي مناسبة أخرى خشي الحارس أن تكون الاميرة ديانا قد قفزت من على اليخت الذي كان يحملها وزوجها أمير ويلز في آخر «رحلة حب». وكشف النقاب، حسب الصحف البريطانية أمس، عن تفاصيل مخاوف الاميرة ديانا في كتاب جديد من تأليف المخبر الخاص كين وورف، الذي كتب عن فترة عمله حارسًا شخصيًا للاميرة ديانا. وحول تفاصيل رحلة النمسا اورد وورف فيه كتابه أن الاميرة الراحلة ظهرت بصورة مفاجئة أمام باب الفندق الذي كانوا ينزلون به وطالبت بالسماح لها بالدخول الساعة الخامسة والنصف صباحا. وعندما حاول التوصل إلى كيفية خروجها من الفندق رغم أن الأبواب كانت مغلقة تمامًا، اكتشف آثار أقدامها على الجليد تحت شرفتها وادرك عند ذلك انها قفزت من الشرفة. وفي إحدى المرات خشي وورف ان تكون الاميرة ديانا قد قفزت من يخت كانت تستقله مع زوجها بعد ان شككت في ان زوجها الأمير تشارلز قضى ساعات يتحدث مع كاميلا باركز بولز من هاتفه الجوال. واختفت ديانا فجأة لمدة ساعتين من اليخت الذي أعاره مليونير صديق لتشارلز مساعدة منه في مساعي إصلاح علاقتهما الزوجية، ولم يظهر للاميرة ديانا أي اثر إلا بعد مرور ساعتين عندما اكتشف وورف انها كانت تبكي داخل أحد قوارب النجاة التابعة لليخت. ويقول وورف انه أصبح مقربا من ديانا وكانت تثق فيه تماما خلال فترة الست سنوات التي عمل خلالها حارسا شخصيا لها. وكان وورف على علم بعلاقتها مع الضابط جيمس هيويت قبل أن تصبح معروفة، بل وحدث أن اقنعها بأن تستخدم مفتاحا في محادثاتها الهاتفية مع هيويت. وشعر وورف بالغضب عندما علم أن ديانا كانت تعتزم إعطاء هيويت 16000جنيه استرليني لشراء سيارة. ورغم اعتراضه سحبت ديانا المبلغ ووضعته في حقيبة لتسليمها إلى هيويت. ويعتقد ان ديانا بدأت تعيش حياتها الخاصة ابتداء من عام 1988عندما حدث بينها والامير تشارلز نقاش حاد بسبب كاميلا في حفل خاص وجهت الدعوة اليهما لحضوره من طرف عائلة غولدسميث في قصر بالقرب من ريتشموند جنوب لندن. وفي مقتطفات أخرى قال وورف إنه تجاذب أطراف الحديث، مع ديانا، عندما اكتشف وجودها في قارب النجاة، لمدة ساعتين تحت الغطاء مستمعا إلى شكاواها من «الروتويلر» (نوع من الكلاب له ذيل أسود طويل) وهو الاسم الذي كانت تطلقه على كاميلا باركر بولز عشيقة تشارلز.
ووصف وورف كيف وفر الأمن لديانا خلال اتصالاتها مع اصدقاء مختلفين وكيف انها اكتشفت ذات مرة اختفاء تشارلز وكاميلا بعيدا عن الانظار خلال حفل اجتماعي. وقال «ذهبنا إلى غرفة الأطفال أو قاعة أخرى في الدور تحت الارضي حيث وجدنا الأمير وكاميلا جالسين معا يتحدثان.. اعتقد ان تلك فعلا كانت نقطة التحول . لقد كان تأكيدا لما كانت ديانا لا تريد تصديقه».

## نظريات المؤامرة والتحقيقات والأحكام
أسفرت التحقيقات المبدئية للقضاء الفرنسي عن أن سبب الوفاة هو قيادة هنري بول بينما هو تحت تأثير الكحول. في فبراير عام 1998، صرّح محمد الفايد مالك فندق الريتز بباريس - والذي عمل لديه هنري بول- بأن الحادث كان مدبرًا واتهم في ذلك جهاز الإستخبارات البريطاني ودوق إدنبرة. بدأت التحقيقات في لندن في عام 2004 واستمرت لعام 2007-2008... مُسفرة عن أن سبب الحادثة هو الإهمال الجسيم من قِبل السائق هنري بول ومتابعة المصورين الصحفيين . وفي السابع من أبريل لعام 2008، أعادت المحكمة حكمًا بالقتل غير المشروع. وفي اليوم التالي للحكم النهائي أعلن الفايد أنه سينهي الحملة التي استمرت عشر سنوات والتي تروج لوفاة الأميرة ديانا مقتولة فضلا عن كونها مجرد حادثة، وأضاف أنه فعل ذلك من أجل أطفال الأميرة .

## التحية والجنازة والدفن

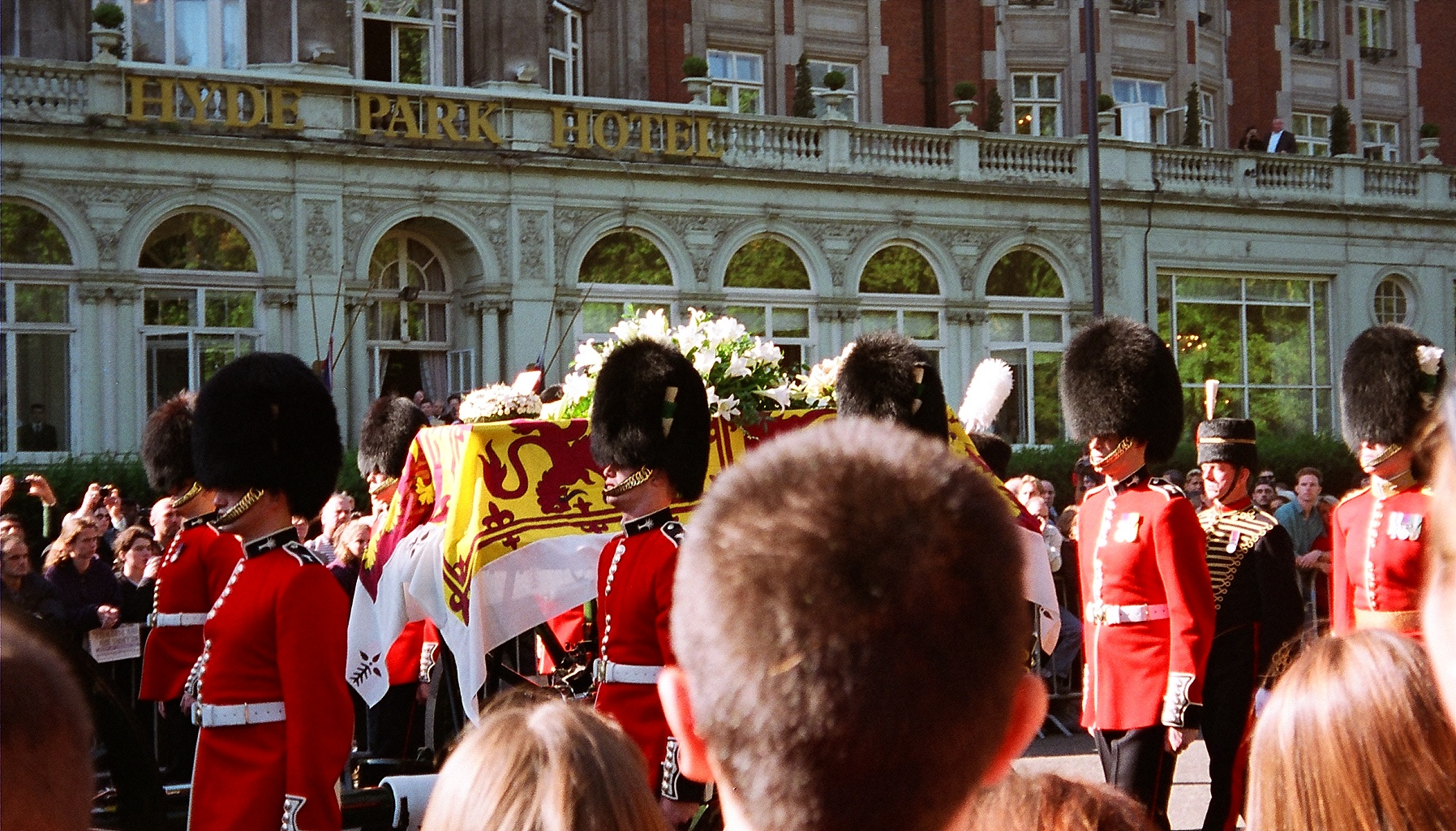
جثمان الأميرة ديانا يجوب شوارع لندن قبل وصوله لملاذه الأخير بويستمينستر

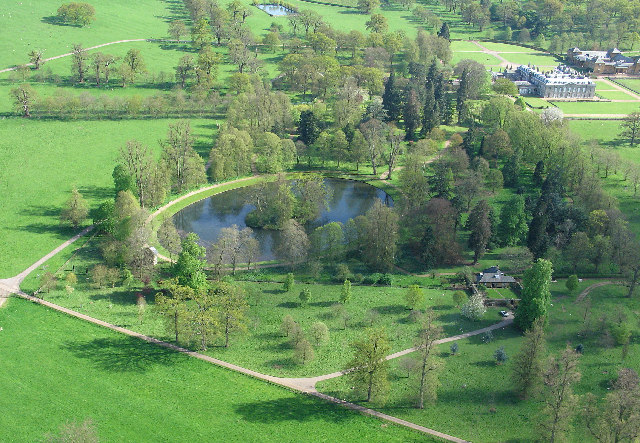
مقر جثمان الأميرة ديانا

تكاثرت الأقاويل من قبل كبار الرموز حول العالم وكذلك عامة الشعب بسبب الوفاة المفاجأة وغير المتوقعة للأميرة ديانا. استمر العديد من الأشخاص في وضع باقات الزهور والشموع والكروت والرسائل الخاصة أمام قصر كنسينغتون لعدة شهور. أحضر الأمير تشارلز وشقيقتي الأميرة ديانا الكفن الخاص بها من باريس في الحادي والثلاثين من أغسطس عام 1997 كما تم كساؤه بالعلم الملكي .' وبعد أن تم وضع الكفن بقاعة الموتى، تم نقله إلى الكنيسة الملكية بقصر سانت جيمس . شُيّعت جنازة الأميرة ديانا من دير وستمنسترفي السادس من سبتمبر. وفي اليوم السابق للجنازة، أشادت الملكة إليزابيث الثانية بالأميرة ديانا في بث مباشر. تقدم الجنازة كل من أبناء ديانا وأمير ويلز ودوق إدنبرة وتشارلز سبنسر، شقيقها . وكذلك تمت دعوة كل مسؤولى المؤسسات الخيرية التي عملت لديها الأميرة خلال حياتها لحضور الجنازة 42. صرح شقيق ديانا في تأبينها قائلا : «أثبتت ديانا في العام الماض أنها لم تكن بحاجة إلى لقب ملكي لتبعث سحرها الخاص». وفي إشادة بالأميرة ديانا، تم عرض أغنية «شمعة في مهب الريح» خلال مراسم الجنازة، وهي المناسبة الوحيدة التي عُرضت فيها الأغنية مباشرة، كما تم منح كل أرباح مبيعات الأغنية لصالح الجمعيات الخيرية.' تمت مراسم الدفن في اليوم ذاته ولكن سرًا في حضور زوج ديانا السابق وأبناءها ووالدتها وأشقاءها وصديقة مقربة والقس . أثناء الدفن، كان جسد ديانا مكسو بفستان أسود اللون ذو أكمام طويلة مُصمم بواسطة كاثرين ووكر وقد اختارت تصميمه ديانا قبل عدة أسابيع من وفاتها. تم وضع مسبحة وردية بين يدي ديانا والتي كانت قد تلقتها كهدية من الأم تريزا التي وافتها المنية في الأسبوع ذاته التي توفت به ديانا. ويقع قبر الأميرة ديانا في جزيرة بالثورب بارك حيث يوجد منزل عائلة سبنسر منذ وقت طويل . وفي مراسم الجنازة والدفن، تواجدت الكتيبة الثانية التي نالت شرف حمل نعش الأميرة في الفوج الملكي عبر الجزيرة إلى أن وصلت إلى مستقرها الأخير. وُضعت الخطة الأساسية بأن يتم دفن الأميرة في قبو عائلة سبنسر بالكنيسة المحلية بالقرب من جريت برينجتون، ولكن سبنسر خشي من الأمن والسلامة العامة وهجوم الزوار الذي من الممكن أن يطغى على جريت برينجتون لذا، فقد قرر أن تـُـدفن ديانا في مكان آمن وقريب حتى يتمكن أبناءها وأقرباءها من زيارتها .

## النُصب التذكارية

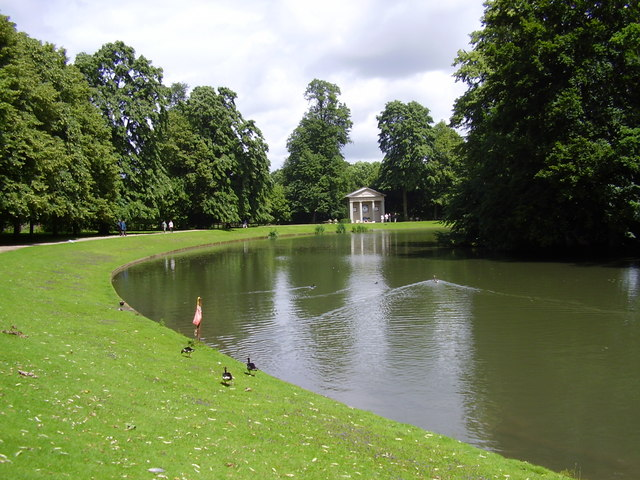
بحيرة Round Oval

وبعد وفاتها على الفور، تحولت العديد من الأماكن حول العالم إلى نصب تذكارية للأميرة ديانا حيث يتم وضع أكاليل الزهور والعديد من الأشياء الأخرى. شكّل النصب التذكاري الذي يقع أمام بوابات قصر كنسينغتون الأكبر من بينهم جميعًا، حيث استمرت الجماهير في وضع أكليل الزهور والتحيات للأميرة ديانا.
وتضم النصب التذكارية الدائمة كل من
- حدائق الأميرة ديانا أميرة ويلز بمركز حدائق ريجنت باسكتلندا.
- نافورة الأميرة ديانا أميرة ويلز بهايد بارك، لندن، وتم افتتاحها من قبل الملكة إليزابيث الثانية.
- ملعب الأميرة ديانا أميرة ويلز بحدائق كنسينغتون، لندن.
- ممشى الأميرة ديانا أميرة ويلز وهو مسار دائري بين حدائق كنسينغتون، غرين بارك، هايد بارك، وسانت جيمس بارك بلندن.
- وكذلك تم تدشين شعلة الحرية في ميدان ألما بباريس فوق مدخل النفق حيث وقع الحادث المروع للأميرة ديانا ليكون نصب تذكاري غير رسمي لها.[181] بالإضافة إلى ذلك، يوجد نصبين تذكاريين داخل سلسلة محلات هارودو بتكليف من والد الفايد الذي كان يتملك هارودز من عام 1985 وحتى عام 2010.

كان النصب التذكاري الأول على شكل هرمي يحوي العديد من الصور للأميرة ديانا بصحبة دودي الفايد وزجاجة من النبيذ المتبقي من آخر عشاء جمع بينهما وحلق تم شراؤه من قبل دودي لديانا قبل الحادث . والنصب الثاني تم الكشف عنه عام 2005 وهو عبارة عن تمثال من البرونز لدودي الفايد يرقص بصحبة الأميرة ديانا على الشاطئ تحت أجنحة طيور القطرس .

## تذكارات

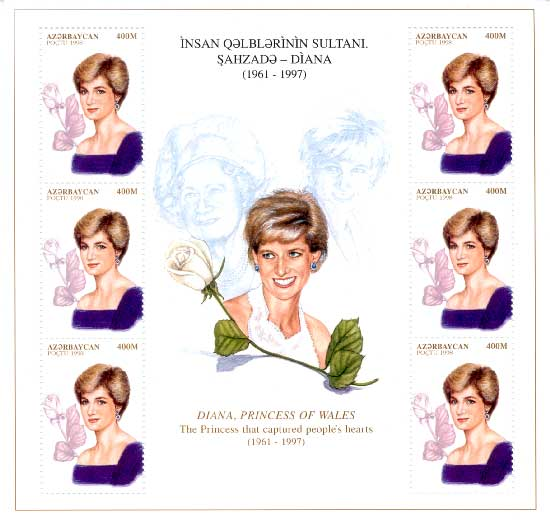
طوابع الأميرة ديانا

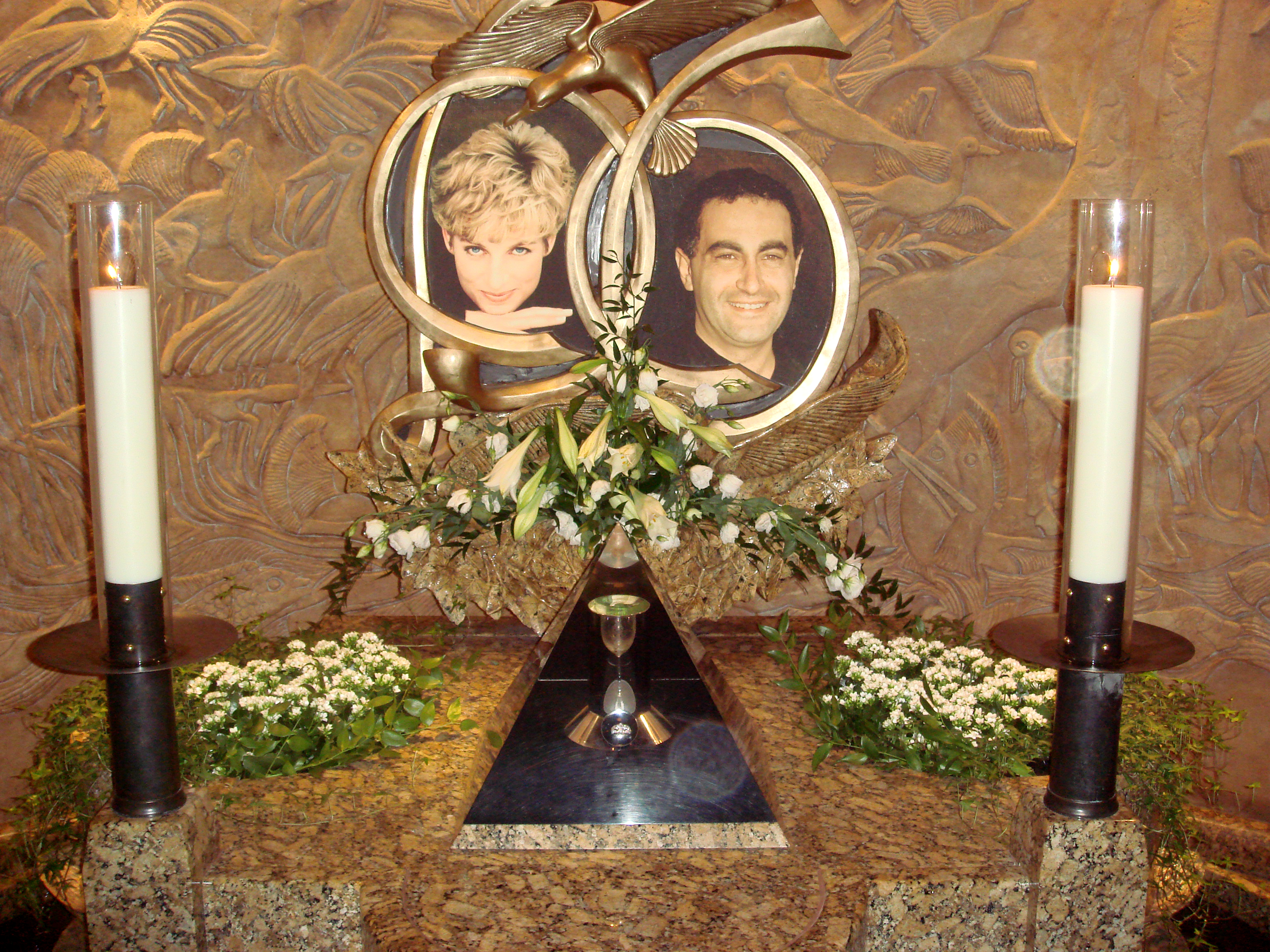
تذكارات خاصة بالأميرة ديانا و دودي الفايد بمقر هارودز

عقِب وفاة ديانا، تم منح صندوق ديانا التذكاري كافة حقوق الملكية الفكرية الخاصة بنشر صورتها. وفي عام 1998، قام الصندوق برفع دعوى قضائية ضد شركة فرانكلين منت بعد أن رفضت استخراج تصريح رسمي لإنتاج منتجات الأميرة ديانا، وقام الصندوق بإتهام الشركة ببيع دمى ديانا ولوحاتها ومجوهراتها بشكل غير قانوني.''

و في ولاية كاليفورنيا، يجوز أن تـُـرفع دعوى لحفظ حقوق الملكية بالنيابة عن شخص متوفى بشرط أن يكون منتمي للولاية. لذا قدّم الصندوق طلبًا برفع الدعوى نيابة عن الدولة، وفي حال خسارة القضية يتطلب دفع التكاليف القانونية لفرانكلين منت والتي تقدّر بثلاثة ملايين يورو جنبًا إلى جنب مع رسوم أخرى تسببت في تجميد الصندوق لمنحه للجمعيات الخيرية.'' وفي عام 2003، قاضى فرانكلين منت بدعوى مضادة. في نوفمبر من عام 2004، تم تسوية القضية خارج المحكمة مع صندوق ديانا التذكاري وتم الإتفاق على دفع 13.5 مليون يورو أي ما يعادل 21.5 مليون دولار أمريكي للأعمال الخيرية وهو الأمر الذي تمت الموافقة عليه من كلا الجانبين. علاوة على ذلك، أنفق الصندوق التذكاري لديانا أميرة ويلز ما يقرب من أربعة ملايين يورو أي ما يعادل 6.5 مليون دولار أمريكي كتكاليف متعلقة بالدعوى وكنتيجة لذلك قامت بتجميد المنح المخصصة لعدد من الجمعيات الخيرية. وفي عام 1998، تم إصدار عدد من الطوابع البريدية من قبل أزيرماركا لتكون بمثابة تخليد ذكرى ديانا في أذربيجان. وكان النص الإنجليزي المتعلق بالحدث يتضمن " ديانا، أميرة ويلز، الأميرة التي استحوذت على قلوب الناس منذ عام 1961 وحتى عام 1997. كما أصدرت هاي بوست طوابع بريدية لتخليد ذكرى ديانا في أرمينيا في العام ذاته.

## ديانا في الفن المعاصر
تناول الفن المعاصر الأميرة ديانا قبل وفاتها وكذلك بعد الوفاة حيث يمثل فيلم «تشارلز وديانا» أولى أفلام السيرة الذاتية للأمير والأميرة، وتدور أحداثه حول قصة الحب الملكية والرومانسية الملكية المُمثلة في ديانا وتشارلز والذي تم انتاجه في القنوات التليفزيونية الأمريكية في يومي السابع عشر والعشرين من سبتمبر لعام 1981 على نحو متتابع . في ديسمبر عام 1992، أذاعت قناة أمريكية فيلم بعنوان «تشارلز وديانا والتعاسة الأبدية» وهو فيلم تليفزيوني عن الخلاف بين ديانا وتشارلز. وفي التسعينيات، أطلقت جريدة «العين الخاصة» البريطانية عليها شيريل والأمير تشارلز. أشارت بعض الأعمال الفنية بعد وفاة الأميرة ديانا إلى نظريات المؤامرة وكذلك أشادت بعض الأعمال برحمة الأميرة ديانا ووصفتها بالضحية. في يوليو من عام 1999، دشّـنت تريسي إمين عددًا من الرسومات المحتوية على مراجع نصية عن حياة الأميرة ديانا الخاصة والعامة على حد سواء، وذلك في معرض تحت عنوان «في المعرض الأزرق» بلندن. ضم ذلك عدة أعمال منها «هم يريدون تدميرك 1999»  المتعلق بالشره المرضي للأميرة ديانا، بينما احتوى البعض الآخر للنصوص على نصوص رقيقة مثل «الحب بجانبك» وكذلك تصوير زي الأميرة ديانا ذو الأكمام المنتفخة Tracey From Margate. علاوة على ذلك، أشادت بعض النصوص بنكران الذات التي تمتعت به الأميرة ديانا والأشياء التي فعلتها لغيرها وتصويرها في حقل الألغام الانجولي، بينما أشار البعض الآخر لنظريات المؤامرة . وعن رسوماتها، ذكرت إمين «إنهم مثيرون للعاطفة جدًا .. وذلك لا يدعو للسخرية على الإطلاق». في عام 2005، قام المخرج الإسباني مارتن ساستر بعرض فيلم «ديانا: زهرة المؤامرات» وذلك ضمن فعاليات مهرجان بينالي بمدينة البندقية. تدور أحداث الفيلم حول اكتشاف العالم بأن الاميرة ديانا لا تزال على قيد الحياة وتتمتع بحياتها الجديدة في سرية تامة في ضاحية من ضواحي مونتيفيديو. ويتم بعد ذلك إطلاق النار على حيّ من الأحياء الفقيرة بالأوروغواي عن طريق شخص ينتمي لمدينة ساو باولو البرازيلية منتحلا شخصية الأميرة ديانا، ولقد اختير الفيلم من قبل رابطة نقاد الفن الإيطالي كأفضل أفلام المهرجان .'' وفي عام 2007، وبعد سلسلة نظريات المؤامرة، دشـّـنت ستيلا فاين سلسلة من اللوحات الخاصة بالأميرة ديانا وذلك في أول معرض فردي كبير لها في الفن الحديث المعاصر . انتوت فاين أن تـُـجسد قوة ديانا الممزوجة بضعفها وقربها من أبناءها . انتهت كافة الأعمال بحلول عام 2007 وكانت تتضمن أصول ديانا، نزهتها العائلية، حجابها، وعربة أطفال تحتوي اقتباسًا لها «أقسم لكِ يا بلدي». وقالت إيموديستي بلايز في تصريح لها عن وفاة ديانا أنها قد دُهشت بخبر حُطام ركاب ديانا وو جدته رحيلا مرعبًا ومضحكًا !. شدّدت فاين على إنجاذابها المستمر للجانب الجمالي جنبًا إلى جنب إلى الجانب الدرامي في حياة الأميرة ديانا .

## أحداث لاحقة
في الثالث عشر من يوليو لعام 2006، نشرت مجلة تشي الإيطالية صورًا تـُـبرز ديانا وسط الحُطام، على الرغم من التعتيم غير الرسمي على تلك الصور المنشورة. دافع رئيس تحرير جريدة تشي عن نشره لتلك الصور بقوله أنه لم يكن رآها من قبل وكذلك أرجع السبب إلى شعوره بأنها لن تـُـسيئ لذكرى الأميرة ديانا. وفي الأول من يوليو لعام 2007، عُقد حفل موسيقي للأميرة ديانا على ملعب ويمبلي. هذا الحدث قد تم تنظيمه من قِبل كلا من الأمير ويليام والأمير هاري للإحتفاء بالذكرى السادسة والأربعين لميلاد والدتهما وهو الحدث الذي يسبق الذكرى العاشرة لوفاتها في الحادي والثلاثين من أغسطس .' ذهبت عائدات هذا الحفل إلى جمعيات ديانا الخيرية وكذلك للجمعيات التي كانت تحت رعاية ويليام وهاري . في الحادي والثلاثين من أغسطس لعام 2007، أقيمت حفل تأبين للأميرة ديانا في كنيسة الحرس . توج الحفل حضور كل من الملكة، وأمير ويلز، وأفراد العائلة الملكية وأقربائهم، وأفراد عائلة سبنسر، ووصيفات الشرف بحفل زفاف أمير ويلز، ورئيس الوزراء البريطاني جوردون براون، ورئيس الوزراء السابق توني بلير وجون ميجور، وأصدقاء ديانا المقربين، و 110 من ممثلي الجمعيات الخيرية وغيرها من المنظمات المرتبطة بالأميرة ديانا، بالإضافة إلى بعض الشخصيات البارزة مثل: إلتون جون وكليف ريتشارد، ماريو تيستينو، ريتشارد أتينبورو، وديفيد فروست. عرضت الدراما الوثائقية بعام 2007 تفاصيل الأيام الأخيرة لحياة الأميرة ديانا، وتم ذلك من قِبل الممثلة الايرلندية جينيفيف أورايلي . وفي الحلقة التي عُرضت في أكتوبر 2007 بعنوان «حرب المطارد ضد كل شئ»، سخر أندرو هانسن من الأميرة ديانا وقوبل ذلك بحدوث جدل كبير في جميع وسائل الإعلام الأسترالية . وفي عام 2013، تم عرض صورة لم تعرض من قبل للأميرة ديانا ليتم بيعها في مزاد علني. وتعود ملكية الصورة التي تمثل الأميرة ديانا قابعة على قدمي شاب مجهول  لصحيفة ديلي ميرور وقد كُتب عليها «غير قابلة للنشر». في التاسع عشر من مارس عام 2013، جمعت بعض أغراض الأميرة ديانا أكثر من 800.000 يورو في مزاد علني، وقد شملت الأغراض كل من عشرة فساتين للأميرة ديانا من بينهم ثوب أزرق كانت قد ارتدته في مأدبة عشاء رسمية بالبيت الأبيض عندما رقصت بصحبة جون ترافولتا، (والذي كان قد عرف باسم «ثوب ترافولتا») 

## الإرث

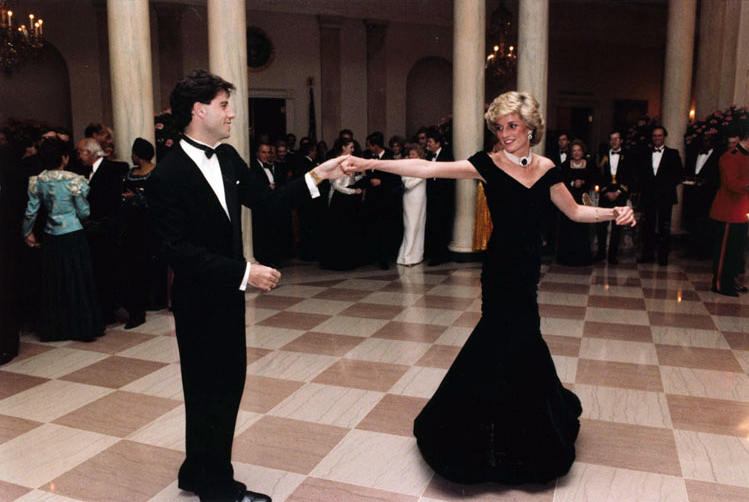
رقصة الأميرة ديانا برفقة جون ترافولتا بالبيت الأبيض في نوفمبر 1985

تٌعد الأميرة ديانا الأكثر ظهورًا على المنصات، فمنذ خطبتها لأمير ويلز عام 1981 وحتى وفاتها عام 1997 لـُـقبت بالمرأة الأكثر تصويرًا في العالم (وذلك على الرغم من تقاسمها اللقب مع غريس كيلي). عُرفت الأميرة ديانا بعطفها، وأناقتها، وكاريزمتها الخاصة، والعمل الخيري رفيع المستوى، بالإضافة إلى الصعوبات التي واجهتها في زواجها من أمير ويلز. سجلت الأميرة ديانا أعلى نسب شعبية في المملكة المتحدة في الفترة من عام 1981 وحتى عام 2012 وذلك بمعدل 47%.
ذكرت سارة برادفورد المؤرخة الملكية أن العلاج الوحيد لمعاناة الأميرة ديانا هو حب أمير ويلز، ذلك الشئ الذي طالما توقت له الأميرة وطالما أنكره الأمير. أدى رفضه المستمر لها ومعاملتها بشكل سيئ بصورة دائمة إلى وصولها لحالة من اليأس ، لدرجة أن ديانا نفسها علقت قائلة " لطالما كان يشعرني زوجي بعدم ملائمتي للأجواء الملكية فكلما توقت إليّ الكاميرات كان يدفعني للوراء . بالإضافة إلى ذلك صرحت ديانا أنها تعرضت للإكتئاب والإرهاق النفسي. وأضافت ديانا أنها تعاني من مرض النهام العصبي منذ عام 1981. ذكرت سالي بيديل سميث في كتابها " تشخيص للأميرة المضطربة " 1999 أن الأميرة ديانا تعاني من اضطراب الشخصية الحدي . كتبت إيان هولينجسهيد، واحدة من رموز الموضة التي يحتذي بها النساء عبر العالم، أن الأميرة ديانا كانت لديها قدرة فائقة على بيع الملابس بمجرد النظر إليهم .' وخير دليل على ذلك هو ارتفاع معدل مبيعات أحذية الصيادون بمجرد نشر ديانا لصورة لها ترتدي بها واحدة من تلك الأحذية وذلك في فترة خطبتها للأمير تشارلز عام 1981.' 
في عام 1999، ذكرت جريدة التايم اسم الأميرة ديانا من بين أكثر مائة شخصية مؤثرة في القرن العشرين . وبحلول عام 2002، جاءت الأميرة ديانا في المرتبة الثالثة كأعظم مائة شخصية بريطانية بحسب ما نشرته السي بي سي متفوقة بذلك على الملكة وآخرين من أفراد العائلة الملكية.
و في عام 2007 كتبت تينا براون سيرة ذاتية عن الأميرة ديانا وأدعت أيضًا أن زواج ديانا من تشارلز كان لقوته وأن علاقتها الغرامية مع دودي الفايد كانت من أجل إزعاج العائلة الملكية فقط دون وجود نية زواجه .
في فبراير عام 2013، أعلنت جامعة بتورنتو، كندا، أن مركز الفنون الجديد سيحمل اسم أميرة ويلز للفنون البصرية وهو ممتد على مساحة 52000 قدم مربع. سُمي محرك ديانا على اسمها في ذكراها في ترينتون، نيو جيرسي، بالولايات المتحدة 08638-3803. وسُميت حفيدتها شارلوت أميرة كامبريدج على اسمها.

## الألقاب والتكريمات والأسلحة

المونوغرام الملكي

### الألقاب
- 1 يوليو 1961 – 9 يونيو 1975 : معالي ديانا فرانسيس سبنسر.
- 9 يونيو 1975 – 29 يوليو 1981 : السيدة ديانا فرانسيس سبنسر.
- 29 يوليو 1981 – 28 أغسطس 1996 : صاحبة السمو الملكي أميرة ويلز.
  - في اسكتلندا: 29 يوليو 1981 – 28 أغسطس 1996: صاحبة السمو الملكي دوقة روثيساي.
- 28 أغسطس 1996 – 31 أغسطس 1997 : ديانا أميرة ويلز.

كانت ألقاب ديانا قبل طلاقها تتباين بين كل من صاحبة السمو الملكي أميرة ويلز، دوقة كورنوول، دوقة روثيساي، كونتيسة تشيستر.
و بعد وفاتها، ظل الجميع يُلقبونها ب«الأميرة ديانا» على الرغم من كونه لقب غير رسمي وغير صحيح. ومع ذلك، أصبحت الأميرة ديانا يشار إليها في وسائل الإعلام ب «الليدي ديانا سبنسر» وفي بعض الأحيان يكتفون ب «الليدي ديانا». وفي خطبة ألقاها رئيس الوزراء البريطاني توني بلير، أشار إلى ديانا بقوله «أميرة الشعب».

#### الترتيب
عضو في العائلة الملكية للملكة إليزابيث الثانية 

#### التكريمات الخارجية
منحتها الملكة بياتريس ملكة هولندا الصليب الكبير في التاج الملكي عام 1982.
منحت وسام آل كمال أو وسام الفضائل من الدرجة العليا عام 1982.
التعيينات العسكرية الفخرية :
عُينت أميرة ويلز في المناصب العسكرية التالية:
أستراليا :
عقيد في الفريق الملكي الأسترالي للدراسات الإستقصائية.
كندا:
العقيد العام للقوات المسلحة الخاص بفوج أميرة ويلز.
العقيد العام لفوج سكوتيا نوفا الغربية.
المملكة المتحدة:
العقيد العام للقوات المسلحة الخاص بفوج أميرة ويلز.
العقيد العام للقوات المسلحة لكتيبة الفرسان الخفيفة.
العقيد العام للفوج الملكي بهامبشاير.
العقيد العام للقوات المسلحة لفرق الفرسان الملكية الثالثة عشر والثامنة عشر الخاصة بالملكة ماري.
العميد الفخري لسلاح الجو الملكي.
و بعد طلاقها، تخلت الأميرة عن جميع التعيينات بالوحدات العسكرية.